# المسيحية في باكستان
المسيحية في باكستان تُشكل ثالث أكثر الديانات إنتشاراً بين السكان بعد الإسلام والهندوسية على التوالي، ويُشكل المسيحيين (بالأردية: مسيحى) حوالي 2.0% من سكان باكستان، أي حوالي 3.9 مليون شخص، وذلك وفقًا لتقديرات عام 2019، وهي ثاني أكبر أقلية دينية بعد الهندوسية في المجتمع الباكستاني. يتبع نصف مسيحيي باكستان الكنيسة الرومانية الكاثوليكية والنصف الآخر الكنائس البروتستانتية. وينتشر المسيحيون جغرافيًا في جميع أنحاء إقليم البنجاب، في حين يقتصر وجودها في بقية المحافظات في الغالب في المراكز الحضرية. هناك ما يقدر بثلاثة ملايين مسيحي يعيشون في إقليم البنجاب الباكستاني، ويُشكلون 75% من مجمل السكان المسيحيين في باكستان.
غالبيّة المجتمعات المسيحية الباكستانية تنحدر من المتحولين الهندوس أبناء الطبقات السفلى من منطقة البنجاب، في عهد الإستعمار البريطاني. هناك طائفة من الرومان الكاثوليك ميسورة الحال تتمتع بتعليم جيد في كراتشي مكوّنة من المهاجرين التاميل والغوان وقد وصلوا كراتشي عند تطوير البنية التحتية في المدينة من قبل البريطانيين خلال الفترة الاستعمارية بين الحرب العالمية الأولى والحرب العالمية الثانية. وفي الوقت نفسه هناك عدد قليل من الجماعات البروتستانتية التي تقوم بالاضطلاع بمهام تبشيريّة في باكستان ولها مقار عديدة ولها مدارس في كراتشي، رغم أن معظم أعضائها هناك هاجر خارج البلاد بسبب القيود ضدهم. وفقًا لدراسة المؤمنون في المسيح من خلفية مسلمة: إحصاء عالمي وهي دراسة أجريت من قبل جامعة سانت ماري الأمريكيّة في تكساس سنة 2015 وجدت أن عدد المسلمين الباكستانيين المتحولين للديانة المسيحية يبلغ حوالي 5,500 شخص.
يتعرض المسيحيون إلى جانب الأقليات الأخرى غير المسلمة، للتمييز في الدستور الباكستاني. ويُمنع على غير المُسلمين من الوصول إلى منصب رئيس الدولة أو رئيس الوزراء. علاوة على ذلك، يُمنع المسيحيين من أن يكونوا قضاة في محكمة الشريعة الفيدرالية، والتي تتمتع بسلطة إسقاط أي قانون يُعتبر غير إسلامي. وبسبب الإضطهادات والتمييز الذي يتعرض له المسيحيين في البلاد هاجر عدد من المسيحيين الأكثر ثراء إلى كندا وأستراليا. وأدّت الإتهامات بالتجديف في أغلب الأحوال إلى اندلاع أعمال عنف جماهيرية استهدفت المسيحيين، في حين عمد إسلاميون مسلحون أيضاً إلى استهدافهم. ومنذ تسعينيات القرن العشرين، وجهت اتهامات لعشرات المسيحيين بازدراء القرآن أو التجديف بحق النبي محمد، على الرغم من أن خبراء يقولون إن أغلب الاتهامات تذكيها خلافات شخصية. وقامت الجماعات الحقوقية والإنسانية بتوثيق حالات يقوم بها الإسلاميين بإستهداف الفتيات المسيحيات والهندوسيات لإعتناق الإسلام بشكل قسري ومن خلال الخطف.

## تاريخ

### العصور المبكرة

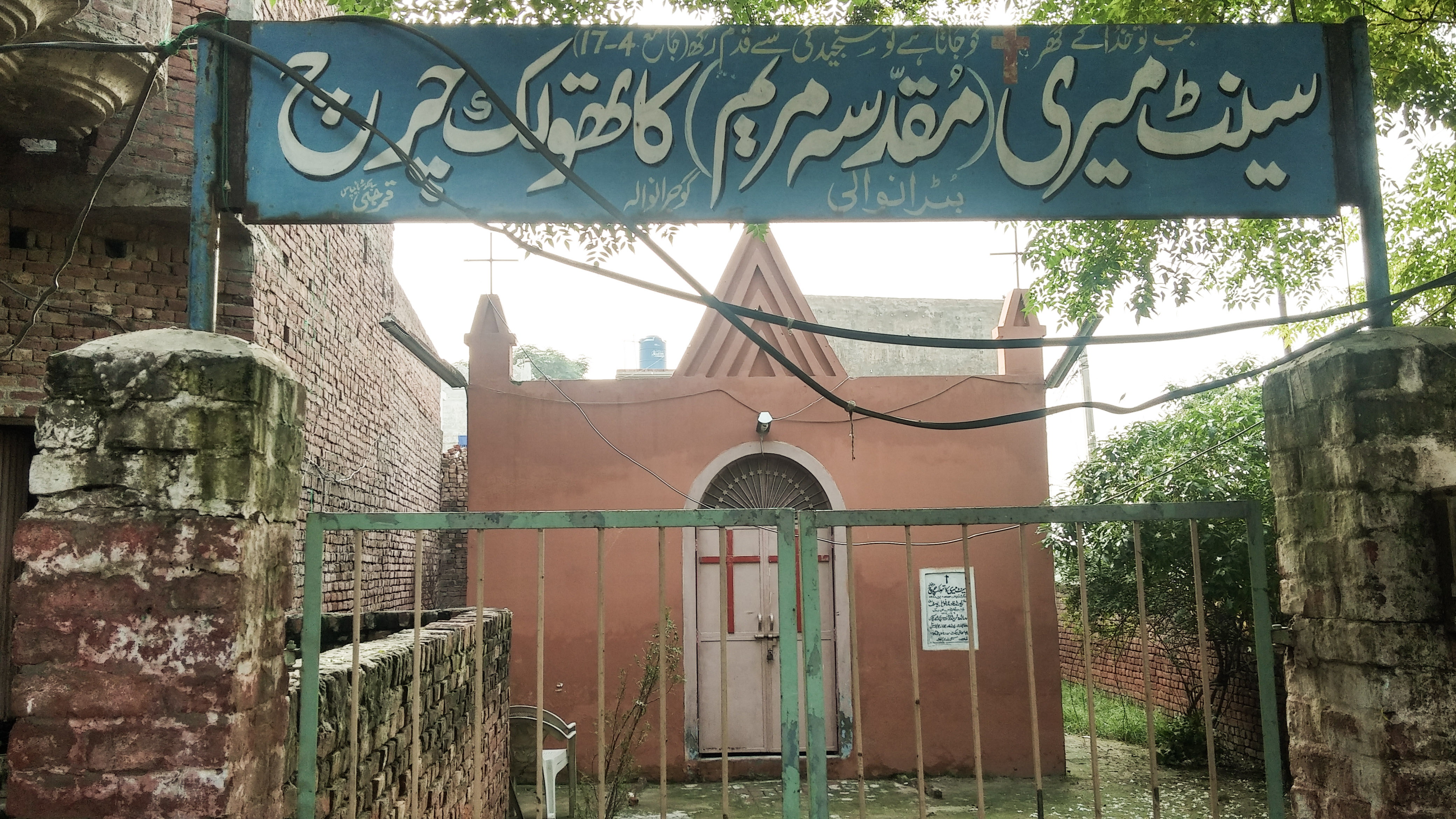
كنيسة مريم العذراء في جوجرانوالا.

بحسب التقليد السرياني في ساحل مليبار فإن المسيحية وصلت هناك عن طريق نشاط توما، أحد تلامذة المسيح الإثنا عشر، حيث قام ببناء سبع كنائس خلال فترة تواجده هناك، ونشأ مجتمع مسيحيو مار توما على ساحل مليبار. غير أن أقدم ذكر لهذا التقليد يعود إلى القرن السادس عشر. وبحسب كتاب أعمال توما الذي كتب بالرها بأوائل القرن الثالث فقد ذهب توما إلى منطقة نفوذ الملك الفارثي جندفارس الواقعة في باكستان حاليًا. بينما يصف عدة كتاب ومؤرخون مسيحيون توما الرسول برسول الهنود. تم العثور على صلبان مسيحيو مار توما في جميع أنحاء شبه القارة الهندية، بما في ذلك واحد بالقرب من مدينة تاكسيلا في ما يعرف الآن بباكستان.
في القرن السادس عشر وصل المبشرون اليسوعيون من غوا والتي كانت مستعمرة برتغالية يقيمون إلى لاهور، وقاموا ببناء أولى الكنائس الرومانية الكاثوليكية في البنجاب، وذلك في عام 1597، بعد عامين من منحهم الإذن من قبل الإمبراطور أكبر، وقد هدمت هذه الكنيسة في وقت لاحق، ربما خلال حقبة أورانغزب. في عام 1745، تأسس مجتمع مسيحيو بيتيا، أقدم مجتمع مسيحي باقٍ في شمال شبه القارة الهندية، من قبل مبشرين من الرهبنة الكبوشية تحت رعاية الملك دروب سينغ. نشأت ولاية هندوستان في عام 1769 في باتنا ثم انتقلت لاحقًا إلى أغرة، والتي تم ترقيتها إلى مرتبة نيابة عامة في عام 1820. قام الكبوشيين، من خلال أبرشية أغرة وأبرشية الله أباد، بتوسيع خدمتهم وأنشأوا في القرن التاسع عشر كنائس كاثوليكية في المقاطعات الشمالية للهند الاستعمارية بما في ذلك راجاستان، وأتر برديش، ومدهيا برديش، وبهار، ومنطقة البنجاب، والتي تضم الآن باكستان.
أدَّت الفتوحات العثمانية والصفوية للمرتفعات الأرمنية في القرن الخامس عشر الميلادي إلى تفرق العديد من الأرمن عبر الدولة العثمانية والصفوية، ووصل البعض في النهاية إلى سلطنة مغول الهند. خلال فترة جلال الدين أكبر، اكتسب بعض الأرمن - مثل رئيس القضاة عبد الحي - مكانة في الإمبراطورية. بينما اكتسب الأرمن مكانة مرموقة من خلال خدمتهم كحكام وجنرالات في أماكن أخرى في الهند مثل دلهي والبنغال، كانوا أيضًا موجودين في لاهور. كانت هناك مستعمرة أرمنية كبيرة في لاهور في وقت مبكر من القرن السادس عشر، في زمن سلطنة مغول الهند. وضمت لاهور أيضًا على حيًا أرمنيًا مغلقًا بالقرب من حصن لاهور مع كنيسة ومقبرة أرمنية، وكان المدفعيون المسيحيون الأرمن والجورجيون يعملون لدى الحاكم مير مانو أثناء غزوها من قبل أحمد شاه الدراني؛ لاحظ أعضاء الرحلات الاستكشافية لشركة الهند الشرقية الهولندية إلى لاهور تواجد العديد من القساوسة الأرمن فيها. ازدهر الأرمن هناك، وبينما كان معظمهم من التُجار، لوحظ أيضًا أن أفراد المجتمع الأرمني كانوا أصحاب مصانع الجعة ومحلات النبيذ. كانت هناك كنيسة في لاهور «يستخدمها التجار المسيحيون الأرمن» في عهد الإمبراطور المغولي جلال الدين أكبر. في عام 1711، كان هناك أسقف للكنيسة الأرمنية في لاهور. ومع ذلك، فرَّ العديد من الأرمن، بمن فيهم عشرين تاجرًا مع عائلاتهم، من المدينة بعد أن هددهم حاكم المغول. تقلص المجتمع الأرمني في القرنين السابع عشر والثامن عشر بشكل كبير، ولكن مع حقبة الهند البريطانية، استمر الوجود الأرمني في هذا الجزء من جنوب آسيا حتى أوائل القرن العشرين.

### الحقبة الاستعمارية

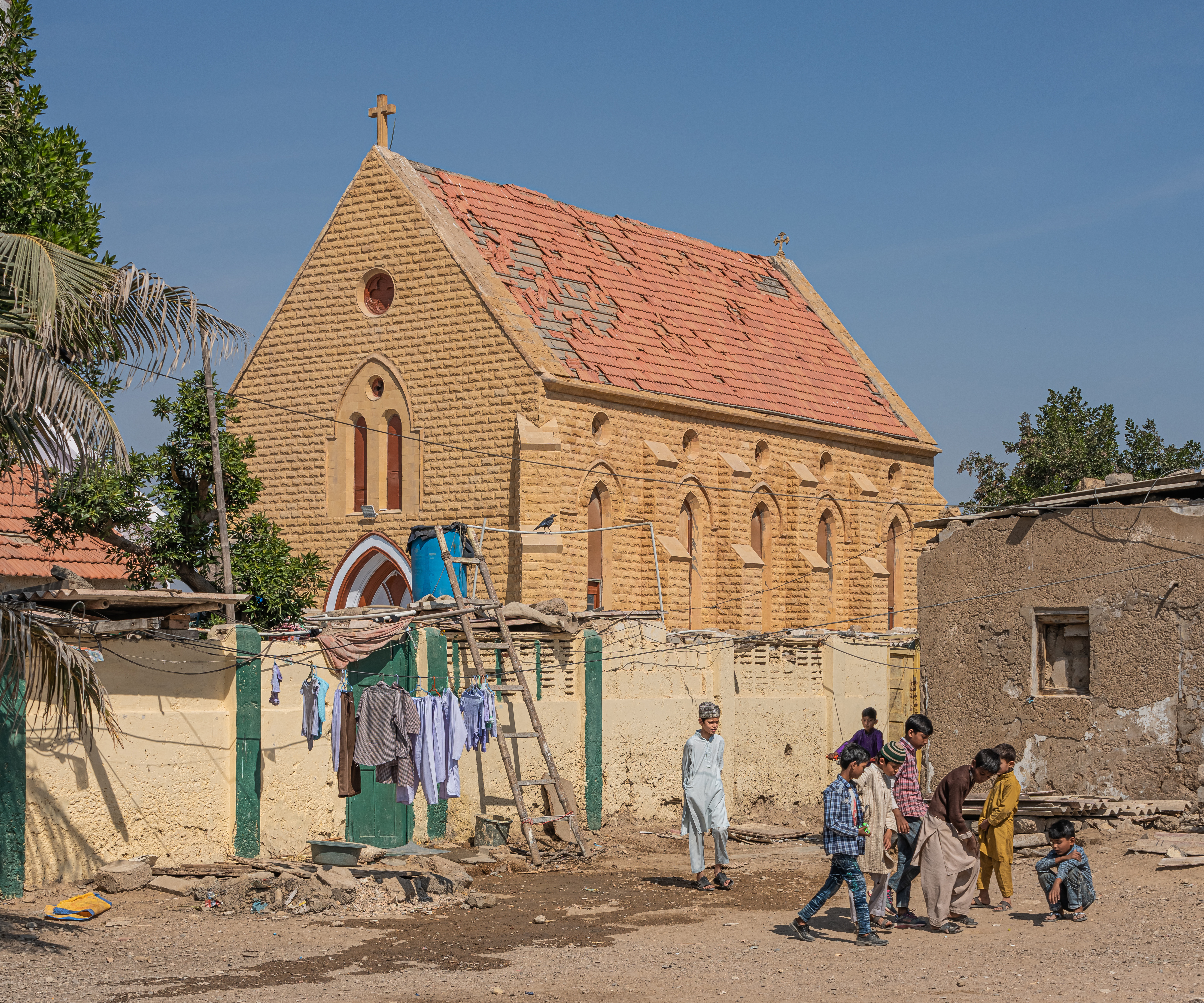
كنيسة القديس بولس البروتستانتية في كراتشي: بُنيت عام 1864.

في وقت لاحق، جلبت المسيحية في المقام الأول من قبل الحكام البريطانيين في الهند في القرن الثامن عشر والتاسع عشر. وتجلى حضور المسيحية في المدن التي أنشأها البريطانيون، مثل مدينة كراتشي الساحلية، حيث بنيت كاتدرائية سان باتريك، إحدى أكبر الكنائس في باكستان، والكنائس في مدينة روالبندي، حيث أنشأ البريطانيون حاميات عسكريَّة، وكان الكثير من المسيحيين يقطنون في بلدات ضمن الحاميات العسكرية. وكذلك في كل مدينة ضمن الحاميات العسكرية كانت هناك مناطق تُعرف باسم لال كورتي، كان سكانها عادة من المسيحيين. خلال هذه الفترة، افتتح أيضًا كلية اللاهوت في لاهور عام 1870. عمل القس توماس باتريك هيوز كمبشر لجمعية التبشير الكنسية في بيشاور (1864-1884)، وأصبح باحثًا شرقيًا، وقام بتجميع «قاموس الإسلام» عام 1885. في تلك الحقبة برز المبشر البنجابي سادهو سوندار سينغ (1889-1929)، وهو من مواليد لوديانا، تحول من الديانة السِّيخيّة إلى المسيحية، وقام بالتبشير في أنحاء الهند البريطانية.
من منتصف القرن التاسع عشر إلى أوائل القرن العشرين، تمت ترجمة عدد من النصوص المسيحية وإتاحتها على نطاق واسع باللغة البنجابية، مثل العهد الجديد والإنجيل والنصوص المتعلقة بالأدب المسيحي. بحلول عام 1870، لم يكن هناك سوى بضعة آلاف من المسيحيين في مقاطعة البنجاب في الهند البريطانية وكان 95% منهم قد تحولوا من الهندوسية إلى المسيحية؛ لكن شهدت عقد 1880 نمو الكنيسة المشيخية من 660 إلى 10,615 مسيحيًا معمدًا. أدت جهود التبشير المستمرة من قبل المبشرين المسيحيين، وخاصةً من كنيسة اسكتلندا والجمعية التبشيرية الكنسية في الهند، إلى ما يقرب من نصف مليون مسيحي بنجابي بحلول عقد 1930. في مقاطعات جوجرانوالا وسيالكوت وشيخوبورا في مقاطعة البنجاب في الهند البريطانية، أصبح المسيحيون يُشكلون 7% من إجمالي السكان. ينحدر الكثير من المسيحيين البنجابيين الحاليين من المتحولين إلى المسيحية خلال الحكم البريطاني. في البداية، كانت التحولات إلى المسيحية قادمة من «المجتمعات العليا في البنجاب، ومن العائلات المتميزة والمرموقة»، بما في ذلك العائلات الهندوسية والسيخية «من الطبقة العليا»، وكذلك الأسر المسلمة التي تحولت إلى المسيحية لاحقاً. مع ذلك، يعود أصول العديد من المسيحيين البنجابيين الحاليين الأخرين إلى الشوراس. حيث تحول الشوراس إلى حد كبير إلى المسيحية في شمال الهند خلال الحكم البريطاني. كما كانت الغالبية العظمى من المتحولين من مجتمعات السِّيخُ في البنجاب، وبدرجة أقل من الداليت (الشوراس) الهندوس؛ وذلك تحت تأثير ضباط الجيش البريطاني المتحمسين والمبشرين المسيحيين.
جذبت البعثات الغربية أعداد صغيرة من الكنيسة المسلمين المتحولين إلى الأنجليكانية والميثودية واللوثرية والكاثوليكية، وعلى الرغم من الحضور الإسلامي القوي في مقاطعات البنجاب وبلوشستان والمقاطعة الحدودية الشمالية الغربية، تم تشكيل مجتمعات محلية صغيرة من المتحولين إلى المسيحية. وانحدر أغلبية المسيحيين الباكستانيين من الطبقة الهندوسية الدنيا الذين اعتنقوا للمسيحية إبَّان الإستعمار البريطاني لباكستان، وهو ما يرجع جزئيًا إلى محاولة الهروب من تدني الأوضاع. كما وأنشأ المسيحيون الأصليون الأثرياء والأوروبيون الكليَّات والكنائس والمستشفيات والمدارس المسيحيَّة في مدن مثل كراتشي ولاهور وروالبندي وبيشاور. وهناك قطاعات من المجتمع المسيحي ميسورة الحال تتمتع بتعليم جيد واستقرار في مدينة كراتشي، وهي قطاعات جاءت من ولاية غوا الصغيرة في الهند أثناء الإستعمار البريطاني، ولعبت هذه الأقلية بوضع البنية التحتية في كراتشي قبل الحرب العالمية الثانية، كما قطن خلال الحقبة الإستعمارية جالية أيرلندية كاثوليكية والتي شكلت جزءًا كبيرًا من الجيش البريطاني، وكانت عاملاً هامًا في إنشاء المجتمع الكاثوليكي في باكستان.

### تقسيم الهند

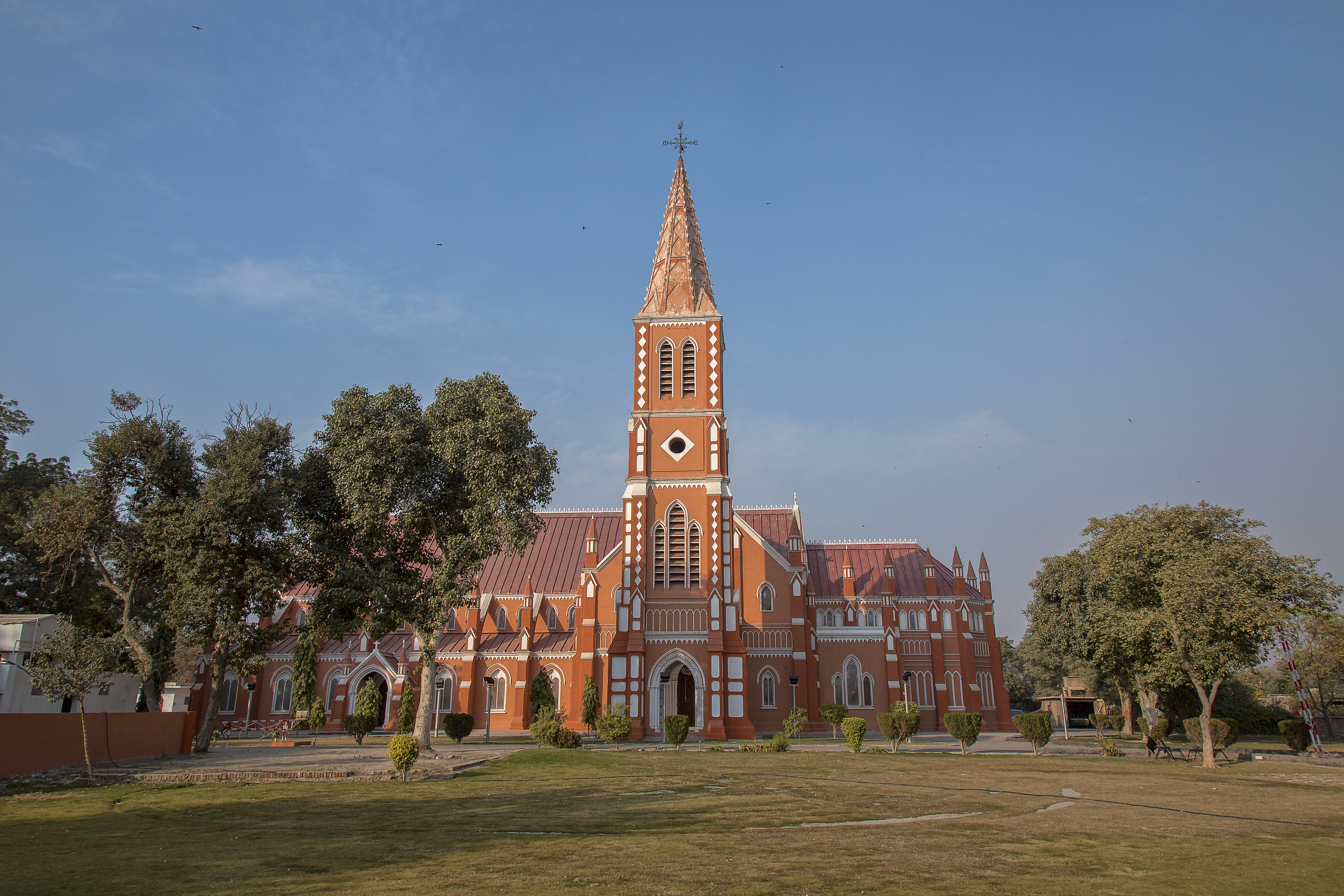
كاتدرائية القديسة مريم في ملتان.

كان مسيحيو الهند البريطانية نشطين في المؤتمر الوطني الهندي وحركة الاستقلال الهندية الأوسع نطاقًا، حيث تم تمثيلهم بشكل جماعي في مؤتمر عموم الهند للمسيحيين الهنود، الذي دعا إلى سواراج ومعارضة تقسيم الهند. قرر اجتماع مؤتمر عموم الهند للمسيحيين الهنود في لاهور في ديسمبر عام 1922، والذي حضره عدد كبير من البنجابيين، أن يكون إكليروس الكنيسة في الهند مكون من بين صفوف الهنود وليس الأجانب. كما ذكرت مؤتمر عموم الهند للمسيحيين الهنود أنَّ المسيحيين الهنود لن يتسامحوا مع أي تمييز على أساس العرق أو لون البشرة. بعد وفاة كاناكارايان تييروسيلفام بول، أصبح سوريندرا كومار داتا مدير كلية فورمان المسيحية في لاهور رئيسًا لمؤتمر عموم الهند للمسيحيين الهنود، وممثلاً للمجتمع المسيحي الهندي في مؤتمر المائدة المستديرة الثاني، حيث وافق على آراء المهاتما غاندي على الأقليات والفئات المنبوذة. في 30 أكتوبر عام 1945، شكلَّ مؤتمر عموم الهند للمسيحيين الهنود لجنة مشتركة مع الاتحاد الكاثوليكي في الهند الذي أصدر قرارًا، «في دستور الهند المستقبلي، يجب ضمان المهنة وممارسة ونشر الدين وأن يجب ألا ينطوي تغيير الدين على أي إعاقة مدنية أو سياسية». مكنت هذه اللجنة المشتركة المسيحيين في الهند البريطانية من الوقوف متحدين، وأمام الوفد البرلماني البريطاني «أيد أعضاء اللجنة بالإجماع التحرك من أجل الاستقلال وأعربوا عن ثقتهم الكاملة في مستقبل المجتمع في الهند». تم افتتاح مكتب هذه اللجنة المشتركة في دلهي. تم انتخاب ستة أعضاء من اللجنة المشتركة لعضوية لجنة الأقليات بالجمعية التأسيسية. وفي اجتماعها المعقود في 16 أبريل عام 1947 وفي 17 أبريل عام 1947، أعدت اللجنة المشتركة لمؤتمر عموم الهند للمسيحيين الهنود والاتحاد الكاثوليكي في الهند مذكرة من 13 نقطة تم إرسالها إلى الجمعية التأسيسية للهند، والتي طالبت بالحرية الدينية لـ كل من المنظمات والأفراد.
في يونيو عام 1947، بلغ إجمالي عدد السكان المسيحيين البنجابيين في مقاطعة البنجاب في الهند البريطانية 511,299 نسمة. من بين هؤلاء، تمركز حوالي 450,344 في غرب البنجاب وحوالي 60,955 في شرق البنجاب. بعد تقسيم الهند البريطانية، ظل معظم المسيحيين البنجابيين في أماكنهم، حيث وجد الغالبية أنفسهم داخل حدود باكستان والبقية في الهند المستقلة، بقي معظم المسيحيين البنجابيين على الجانب الباكستاني. تسببت الهجرة إلى المملكة المتحدة بشكل خاص في خسائر فادحة، وعلى الجانب الهندي، اكتشف مسيحيو البنجاب مدى تأثرهم بالإسلام. تم منح المسيحيين الذين كانوا يخدمون في المناصب الحكومية الرسمية والخدمة المدنية خيار اختيار الإقامة في أي من البلدين. نُقلت العديد من الكنائس والكاتدرائيات التي تعود إلى الحقبة البريطانية المنتشرة في مدن البنجاب المختلفة إلى المسيحيين البنجابيين، واستمروا أيضًا في الحفاظ على إرث الحفاظ على المؤسسات التعليمية المسيحية ومرافق الرعاية الصحية التي ظلت مشهورة على الصعيد الوطني.

### الاستقلال

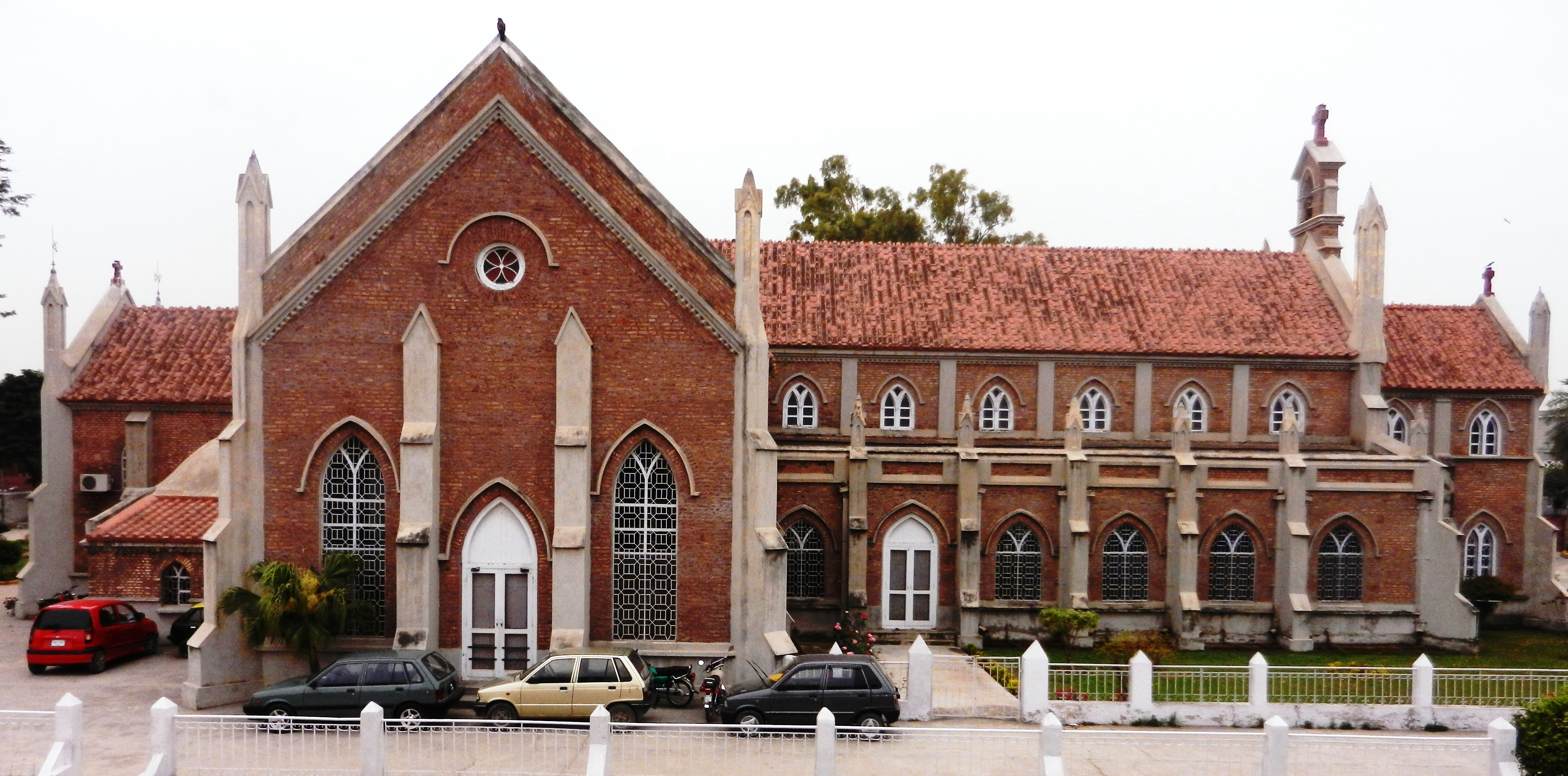
كنيسة المسيح في راولبندي.

كانت باكستان قبل التقسيم مكانًا شديد التنوع، لكن نزعة التسامح تراجعت بعد أن أصبح المجتمع متشددًا إسلاميًا وأكثر تجانسًا. وقبل التقسيم، كانت نسبة الأقليات 15% من تعداد السكان، لكنها تراجعت حالياً لتصل إلى 4%. عندما حققت باكستان استقلالها في عام 1947، تغير تنظيم وأنشطة المجتمع المسيحي تغيرًا جذريًا. وكان المسيحيون في البنجاب والسند نشطين جدًا بعد عام 1945 من خلال دعمهم للعصبة الإسلامية ومحمد علي جناح، وكان العديد من كبار المسيحيين الهنود مثل بوثان جوزيف قد قدموا خدمات قيمة للعصبة الإسلامية. وعد محمد علي جناح مرارًا وتكرارًا المساواة الكاملة لجميع المواطنين في باكستان، ولكن هذا الوعد لم يحافظ عليه خلفاؤه. في صباه، عاش محمد علي جناح لبعض الوقت مع عمته في بومباي، وفيها تردد على مدارس مسيحية، ودرس في وقت لاحق في الكاتدرائية ومدرسة جون كونون. في كراتشي، كما تردد على مدرسةُ الإسلام-السند ومدرسة جمعية التبشير المسيحي الثانوية.  يُذكر أن دينا ابنة محمد علي جناح تزوجت من البارسي نيفيل واديا الذي تحول من الزرادشتية إلى المسيحية.
خلال الحقبة الإستعمارية وفي وقت الاستقلال ضمت مدينة كراتشي على مجتمع من الكاثوليك الغوان والذين هم عادةً أفضل تعليماً وأكثر ثراءاً بالمقارنة مع باقي الجماعات الدينية الأخرى في المدينة. وقد قاموا بتأسيس بعض الأحياء السكنية الفاخرة مثل مدينة سينسيناتوس. كانت المجتمعات المسيحية الباكستانية الأكثر ثراءً تتكون من الأنجلو-الهنود والكاثوليك الغوان، والذين عاشوا في وقت الاستقلال في المدن الكبرى، وكانوا يتقنون اللغة الإنجليزية، وحافظوا على سلوكيات ثقافية بريطانية تربط بالطبقة العليا، وذلك على عكس المسيحيين الداليت (الشوراس) والذين كانوا في أسفل سلم الطبقات الاجتماعية والاقتصادية في باكستان؛ وكانوا في الغالب من العمال غير المهرة والفلاحين، ولم يكن لديهم أرضاً، ولم يتلقوا تعليمًا عاليًا أو ثريًا، وكانوا يعيشون في قرى وسط البنجاب. كما أن ظروفهم الاجتماعية والاقتصادية السيئة تسهل التمييز الديني ضدهم، على سبيل المثال، تُشير التقديرات إلى أن المسيحيين يشغلون حوالي 80% من وظائف تنظيف المجاري اليدوية في جميع أنحاء باكستان.

### العصور الحديثة

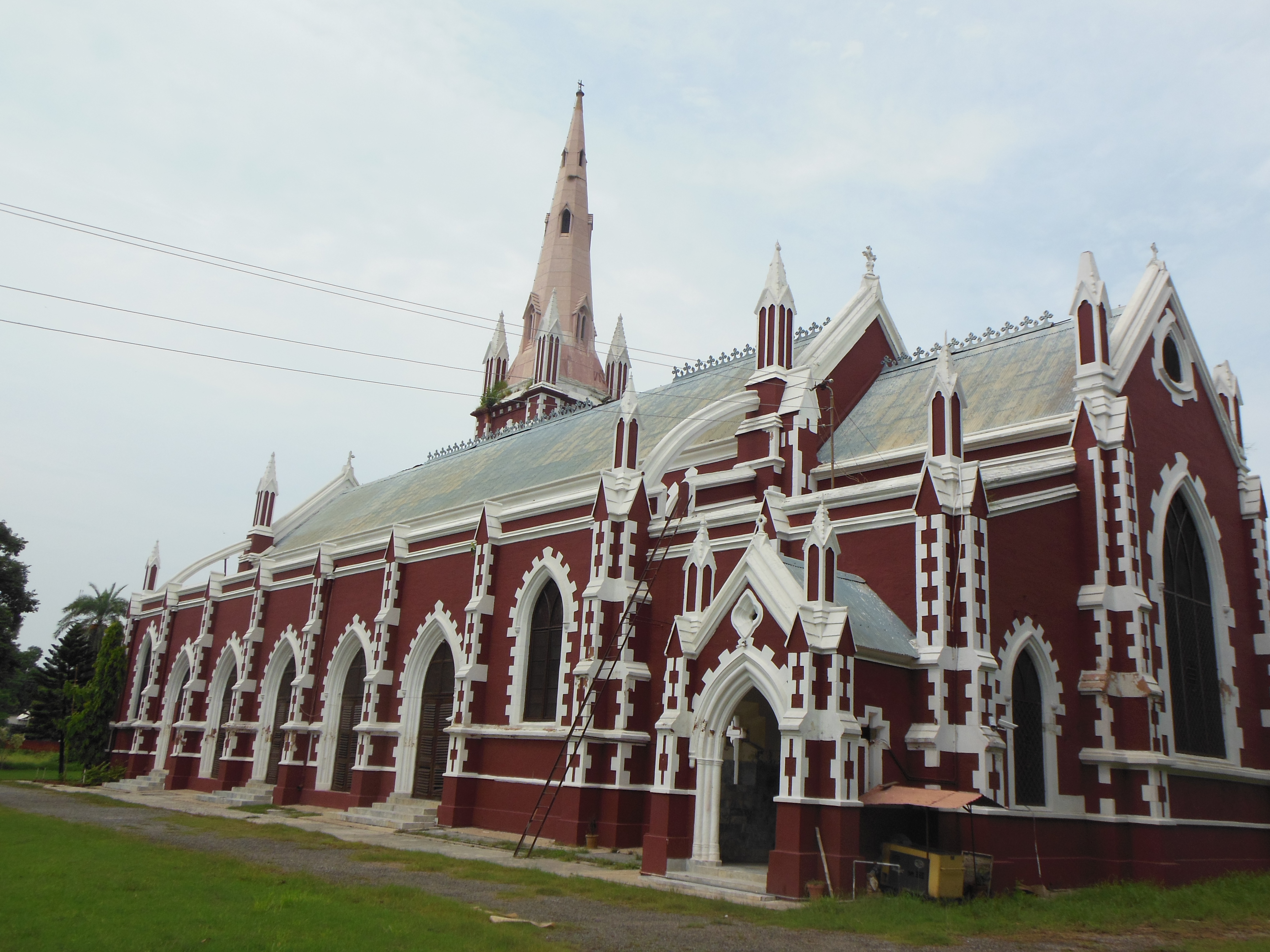
كاتدرائية سيالكوت.

أصبحت باكستان جمهورية إسلامية في عام 1956، مما جعل الإسلام مصدر التشريع وحجر الزاوية في الهوية الوطنية، مع ضمان حرية الدين والمواطنة المتساوية لجميع المواطنين. خلال التبادلات السكانية الجماعية التي وقعت بين باكستان والهند بعد الاستقلال بسبب الصراع بين المسلمين والهندوس، هرب معظم الهندوس وجميع السيخ تقريبُا من البلاد. ويشكل المسيحيين في البنجاب الباكستاني أكثر من 2% من مجمل السكان، مع عدد قليل جدًا من الهندوس. بعد الاستقلال قدم المسيحيون بعض المساهمات في الحياة الوطنية الباكستانية. وكان أول رئيس غير مسلم للمحكمة العليا في باكستان القاضي ألفين روبرت كورنيليوس. كما شغل العديد من المسيحيون الباكستانيون كطيارون مقاتلون كبيرون في القوات الجوية الباكستانية، وكان أبرزهم كل من سيسيل شودري، وبيتر أوريلي، وميرفن ل ميدلكوت. كما ساهم المسيحيون كمعلمين وأطباء ومحامين ورجال أعمال. في بريطانيا شغل مايكل نذير علي منصب أسقف روشستر وهو من أصول مسيحيَّة باكستانيَّة. وفقًا لدراسة المؤمنون في المسيح من خلفية مسلمة: إحصاء عالمي وهي دراسة أجريت من قبل جامعة سانت ماري الأمريكيّة في تكساس سنة 2015 وجدت أن عدد المسلمين الباكستانيين المتحولين للديانة المسيحية يبلغ حوالي 5,500 شخص، معظمهم تحول للمذهب الإنجيلي، ومن بين أبرز المسلمين الذين تحولوا إلى المسيحية كل من أسقف روتشستر ميشل نظير علي الذي تحول من الإسلام الشيعي للبروتستانتية، والكاتب نبيل قريشي الذي تحول من الجماعة الأحمدية إلى البروتستانتية، والصحفي والإعلامي مارتن بشير الذي تحول من الإسلام إلى المسيحية، والكاتبة ساباتينا جيمس والتي تحولت من الإسلام إلى الكنيسة الكاثوليكية، وغيرهم.
وفقًا للصحفية باميلا كونستابل، في الثمانينيات والتسعينات من القرن العشرين بدأت التوترات بين المسيحيين والمسلمين في باكستان «تتفاقم». حيث أدّى صعود الدكتاتور العسكري الجنرال محمد ضياء الحق، وتأثير التعاليم الدينية الأكثر صرامة القادمة من دول الخليج كعامل محفز للتغيير. بعد هجمات 11 سبتمبر عام 2011 على الولايات المتحدة، ازدادت الأمور سوءًا مع رؤية «العديد من المسلمين الباكستانيين» الرد الأمريكي على الهجمات «كمؤامرة خارجية لتشويه سمعة إيمانهم». هرب الكثير من المسيحيون من باكستان، وخاصًة مع تزايد العنف تجاه المسيحيين مع بدء الحرب عام 2001 على الإرهاب، وتركت الهجرة المسيحية تأثير سلبي على حياة المجتمع المسيحي الباكستاني نظرًا لهجرة عدد من المسيحيين الأكثر ثراء إلى كندا وأستراليا بعد أن أصبح جو انعدام التسامح في باكستان لا يطاق. وطورت الجماعة المسيحية الباكستانية «شعورا متناميًا بالقلق»، خاصًة فيما يتعلق بقوانين التجديف الصارمة التي تقيد أي إهانات ضد النبي محمد للعقاب بالإعدام، والتي اعتبرها العديد من النشطاء «أداة لإستهداف الأقليات الدينية»، في التسعينيات من القرن العشرين تم القبض على بعض المسيحيين بتهمة التجديف، واحتجاجا على هذا القانون انتحر جون جوزيف وهو أسقف في فيصل آباد، احتجاجًا على إعدام مسيحيًا بتهمة التجديف.
في عام 2009 أودت سلسلة من الهجمات إلى مقتل ثمانية مسيحيين في غوجرا بما في ذلك أربع نساء وطفل. وقُتل حاكم البنجاب سلمان تيسير، بيد حارسه الشخصي الإسلامي، ممتاز قدري، بعد تصريح الأول بأن قانون ازدراء الأديان الباكستاني المتشدد أُسيء استخدامه في قضية آسيا بيبي. وفي عام 2011 أُغتيل وزير شؤون الأقليات الباكستاني المسيحي، شاهباز بهاتي، على يد طالبان بعد اعتراضه على قانون ازدراء الأديان. وفي عام 2013 أدّى تفجير انتحاري في كنيسة في بيشاور إلى مقتل أكثر من مئة شخص، كما أسفرت سلسلة من الهجمات على الكنائس في لاهور في عام 2015 عن مقتل أربعة عشرة شخصًا. في 27 مارس من عام 2016 قتل أكثر من سبعين شخصًا عندما هاجم انتحاري استهدف مسيحيين يحتفلون بعيد القيامة في لاهور. في عام 2016، أفيد بأن هيئة تنظيم الإعلام الإلكتروني الباكستانية حظرت جميع محطات التلفزيون المسيحية. وسمحت هيئة تنظيم الإعلام الإلكتروني الباكستانية ببث رسائل المسيحية فقط في عيد القيامة وعيد الميلاد. في عام 2017 استهدف تنظيم الدولة الإسلامية (داعش) الكنيسة التذكارية الميثودية على طريق زارغون بمدينة كويته الباکستانية بهجوم انتحاري مما أسفر عن مقتل 9 أشخاص على الأقل، وإصابة 56 آخرين.

## الطوائف المسيحية

### الكاثوليكية

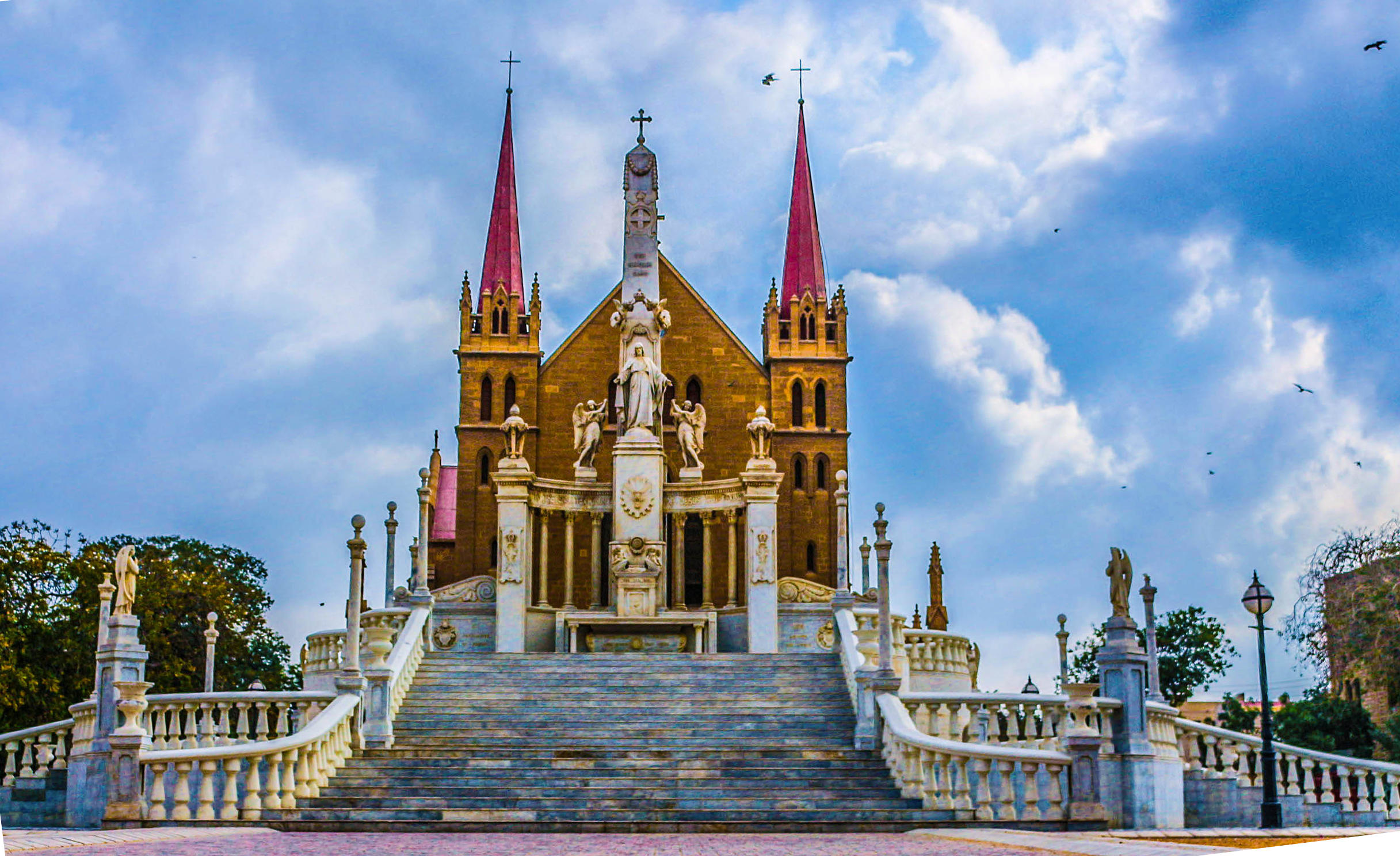
كاتدرائية سان باتريك، كراتشي.

الكنيسة الكاثوليكية الباكستانيَّة هي جزء من الكنيسة الكاثوليكية العالمية في ظل القيادة الروحية للبابا في روما والمؤتمر الأسقفي الباكستاني. يعيش في البلاد أكثر من مليون كاثوليكي، ويمثلون أقل من 1% من مجموع السكان، وحوالي نصف مسيحيين البلاد. هناك سبعة مقاطعات كنسيَّة في باكستان تتكون من مطرانيتين، وأربعة أبرشيات ونيابة رسوليَّة وتتبع جميعها طقوس اللاتينية. وقد زار البابا يوحنا بولس الثاني البلاد في 16 فبراير من عام 1981.
للكاثوليكية إرث عريق في مجال التعليم والرعاية الصحية. وفي بعض المنطاق الباكستانيَّة، تعتبر الكنيسة المزود الرئيسي للتعليم وأحيانًا أخرى يكون نظامها التعليمي أفضل من الحكومي. منذ القرن الثامن عشر، أدّت أنشطة الطوائف المسيحية المتنافسة في باكستان إلى تكثيف إنشاء مؤسسات النظام التعليمي المسيحي في البلاد. حتى يكون للمسيحيين البلاد نظامهم الخاص من المدارس والجامعات، والمؤسسات التعليميّة المسيحية والتي أدت وظيفة هامة بعضها تعتبر مؤسسات تعليمية مرموقة مثل مدرسة سان باتريك في كراتشي. وكان يتم فتح المدارس من قبل المبشرين الكاثوليك والبروتستانت، حيث كانت مهمة التعليم المسيحي ذات شقين؛ أولاً، كان وظيفتها إرساء أساس تعليم العقيدة المسيحية للتبشير بين الشعوب غير المسيحية من خلال تشكيل نظام تعليمي لجميع المستويات من المدرسة الثانوية إلى الجامعة. وثانيهما، رعاية تعليم المسيحيين المحليين. وتدير الكنيسة الكاثوليكية 534 مدرسة، وخمسة وثلاثين فندق، وثمانية كليات، وسبعة معاهد تقنية، وثمانية مراكز للتعليم المسيحي، وفقًا لإحصاءات عام 2008.

### البروتستانتية

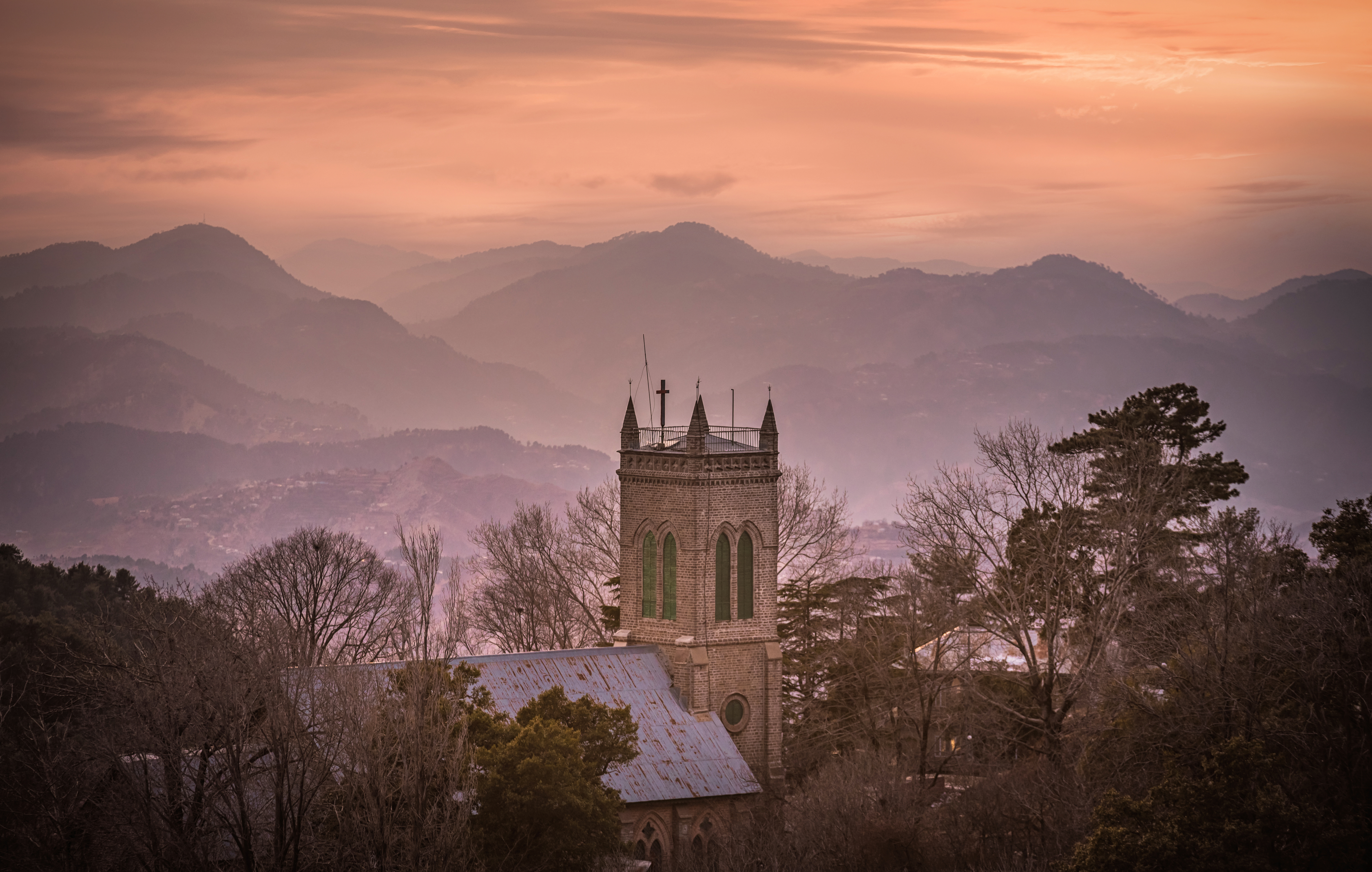
كنيسة الثالوث المقدس في مری.

يشكل أتباع المذاهب البروتستانتية حوالي نصف مسيحيين باكستان، أي أكثر من مليون بروتستانتي، ويمثلون أقل من 1% من مجموع السكان. يعود المذهب البروتستانتي في البلاد إلى بداية القرن الثامن عشر، حيث بدأ المبشرون البروتستانت العمل في جميع أنحاء الراج البريطاني، مما أدى إلى إنشاء مجتمعات بروتستانتية مختلفة في جميع أنحاء شبه القارة الهندية. ويأتي المذهب الأنجليكاني في مقدمة المذاهب البروتستانتية في البلاد. بعد أستقلال باكستان انفصلت كنيسة باكستان الأنجليكانية عن كنيسة شمال الهند، والتي تأسست في عام 1970 من خلال اتحاد من الأنجليكان، والمشيخيين، والميثوديين واللوثريين. وهي الكنيسة الموحدة الوحيدة في جنوب آسيا التي تشمل المذهب اللوثري. وعلى الرغم من توحيدها، فهي أساسًا كنيسة أنجليكانية من حيث اللاهوت والتقاليد الدينية، يعود ذلك لأن الأنجليكان يشكلون الجزء الأكبر من العضوية القوية البالغة 800,000 شخص. وتضم الكنيسة معهد لاهوت في جوجرانوالا وكراتشي. وفقًا لدراسة المؤمنون في المسيح من خلفية مسلمة: إحصاء عالمي وهي دراسة أجريت من قبل جامعة سانت ماري الأمريكيّة في تكساس سنة 2015 وجدت أن عدد المسلمين الباكستانيين المتحولين للديانة المسيحية يبلغ حوالي 5,500 شخص، معظمهم تحول للمذهب الإنجيلي.

### الأرثوذكسية
يعيش في باكستان عدد صغير من أتباع الكنيسة الأرثوذكسية الشرقية، ومنذ عام 1996، تم وضع المسيحيين الأرثوذكس في باكستان تحت السلطة الدينية للمتروبوليتات الأرثوذكسية التي شكلت حديثًا في هونغ كونغ وجنوب شرق آسيا التي تم إنشاؤها بقرار من المجمع المقدس لبطريركية القسطنطينية المسكونية. في عام 2008، تم تقسيم الأبرشية، وخضعت باكستان للسلطة الدينية لمتروبوليتات الأرثوذكسية في سنغافورة وجنوب آسيا.

## صراعات
لُقبت باكستان بـ«المركز العالمي للإسلام السياسي». مع حكومتي ذو الفقار علي بوتو ومحمد ضياء الحق، أعلن عن قوانين إسلامية أكثر شدة في باكستان. يُحظر القانون التحول إلى الديانات الأخرى غير الإسلام، كما أنَّ الثقافة والضغوط الاجتماعية لا تؤيد مثل هذه التحويلات. المسلمون الذين يتحولون إلى المسيحية، يخضعون لضغط اجتماعي. وأعلن محمد ضياء الحق أيضًا عن الشريعة الإسلاميَّة كأساس للتشريع، وهي سياسة عززها الرئيس نواز شريف في عام 1991. وتعتبر التحويلات القسرية من المسيحية إلى الإسلام مصدر قلق رئيسي للمسيحيين الباكستانيين، وتواجه الأقلية تهديدات ومضايقات من المتطرفين الإسلاميين. على الرغم من ذلك يدرس في المدارس المسيحية والكاثوليكية في البلاد، أبناء النخب الاجتماعية والسياسية ومن ضمنها النخب المسلمة، على سبيل المثال لا الحصر درست بينظير بوتو رئيسية وزراء باكستان في السابق في مدرسة دير يسوع ومريم الكاثوليكية في كراتشي.
في القرن الواحد والعشرين يسكن عدد كبير من المسيحيين في كراتشي، جنوبي البلاد، كما توجد كثير من القرى المسيحية في البنجاب وفي مدينتي لاهور وفيصل آباد. وثمة أيضًا عدد كبير من المسيحيين يقطن في أقليم خيبر بختونخوا شديد التحفظ، والواقع شمالي غربي البلاد، ويتمركزون خصوصاً في مدينة بيشاور. ويتعايش المسلمون والمسيحيون في الغالب بشكل ايجابي كافي ويحول دون اندلاع مشاحنات بصفة منتظمة. لكن الإتهامات بالتجديف أدت في أغلب الأحوال إلى اندلاع أعمال عنف جماهيرية استهدفت المسيحيين، في حين عمد إسلاميون مسلحون أيضًا إلى استهدافهم. ومنذ تسعينيات القرن العشرين، وجهت اتهامات لعشرات المسيحيين بازدراء القرآن أو التجديف بحق النبي محمد، على الرغم من أن خبراء يقولون إن أغلب الاتهامات تذكيها خلافات شخصية. وفي حين قضت محاكم ابتدائية بإعدام كثيرين، غالبًا ما أبطلتها محاكم أعلى درجة لعدم توافر الأدلة أو للتوصل إلى أن المُدّعين يستهدفون أشخاصا لأسباب مادية. وتشير تقارير إلى إجبار عدة مئات (أو ما يصل لألف وفقا لمصادر) من النساء والفتيات من الأقليات الدينية في باكستان سنوياً على اعتناق الإسلام.

### المواقف تجاه المسيحية
بحسب مركز بيو للأبحاث عام 2010 لدى المسلمون الباكستانيون وجهات نظر سلبيَّة للغاية حول المسيحيين، حيث أظهر 16% منهم آراء إيجابيَّة في عام 2011 بالمقارنة مع 26% في عام 2006. وبحسب مركز بيو للأبحاث حوالي 6% من المسلمين الباكستانيين يقولون إنهم يعرفون بعضًا أو كثيرًا عن المعتقدات المسيحية، وهو أقل نصيب في 26 دولة سئل فيها السؤال. ويقول حوالي 81% من المسلمين الباكستانيين أنَّ المسيحية تختلف كثيراً عن الإسلام، بالمقارنة مع 10% منهم يقولون أنَّ للمسيحية الكثير من القواسم المشتركة مع الإسلام، وهو أقل نصيب في 26 دولة سئل فيها السؤال.
 ويقول حوالي 3% من المسلمين الباكستانيين أنهم سيكونون مرتاحين بحالة زواج ابنتهم من مسيحي، بالمقارنة مع 9% بحالة زواج ابنهم من مسيحيَّة.

### قانون التجديف

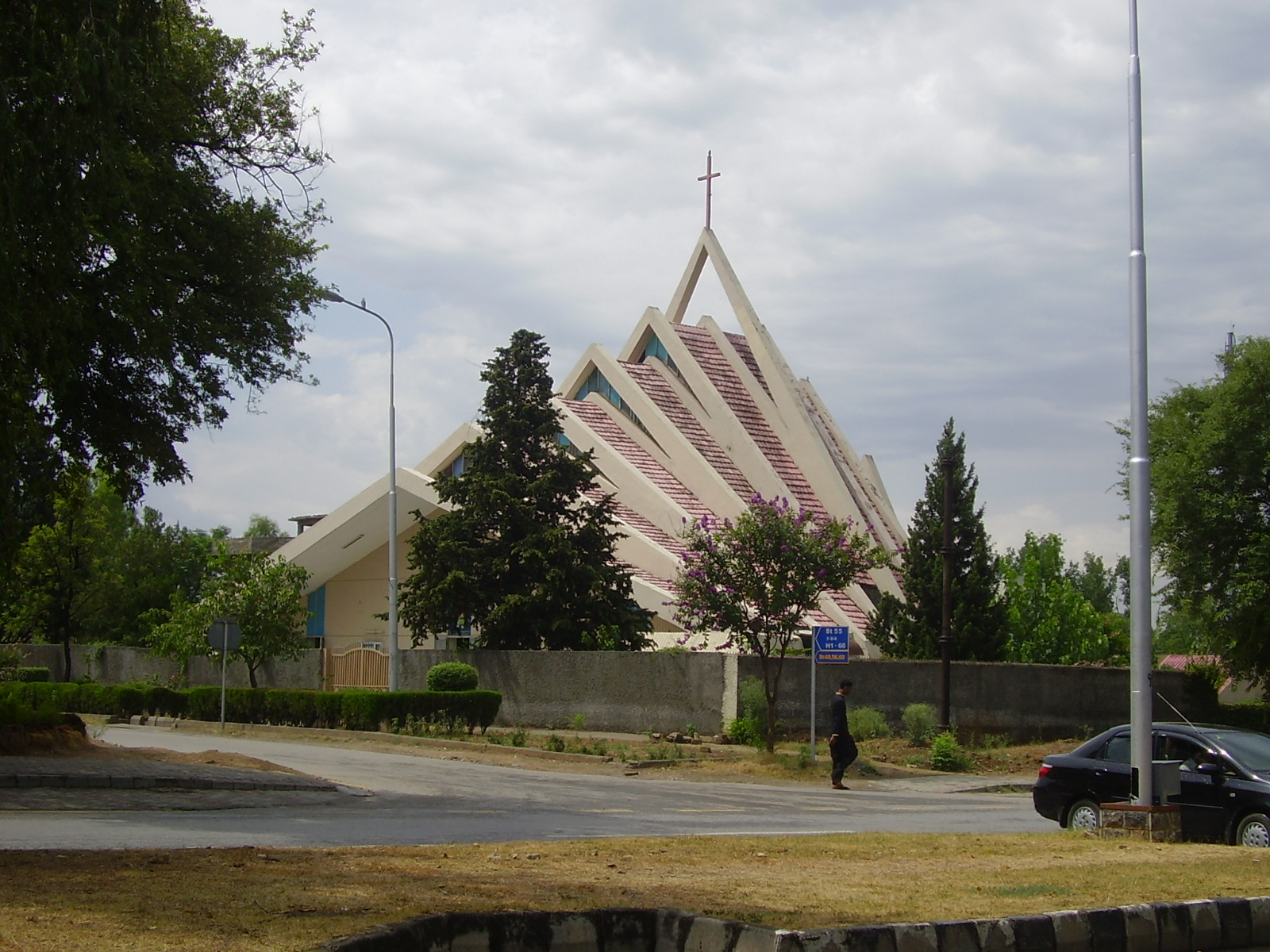
كنيسة في إسلام آباد.

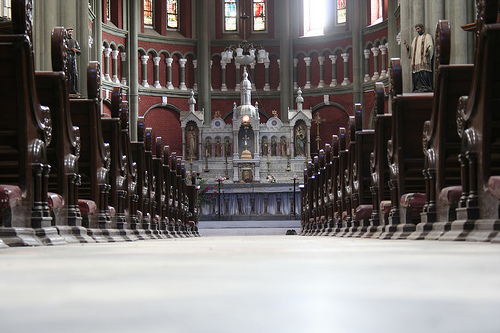
داخل كاتدرائيّة القلب المقدس الكاثوليكيّة في لاهور.

ينص قانون التجديف على حظر سب للقرآن والإسلام والنبي محمد ويتم معاقبة من يتهم بذلك، في 28 يونيو عام 1994 حثّت منظمة العفو الدولية رئيسة الوزراء الباكستاني، بينظير بوتو لتغيير القانون لأنه يتم استخدامه لترويع الأقليات الدينية. وقد حاولت بينظير بوتو ذلك لكنها لم توفق. وقد تعرض السياسيين ممن حاولوا تغيير القانون إلى القتل، فقد قتل شهباز بهاتي الوزير المسيحي في الحكومة الباكستانية وحاكم البنجاب سلمان تيسير المؤيد بدوره لإصلاح القانون حول اهانة الإسلام العام 2011. وتشير منظمات حقوقية أن المسيحيون يعانون، وبقية الأقليات الدينية، من اضطهاد مزدوج ديني واجتماعي، ومن المشاكل التي تواجه مسيحيي باكستان قانونٌ التجديف الذي أثار الكثيرَ من الجدلِ، حيث وجهت إلى مئات من المسيحيين جنب إلى جنب بعض المسلمين اتهامات متكررة باهانة الإسلام. وقد تم إصدار أحكام الإعدام على خلفية قانون التجديف بحق اثني عشر على الأقل.
وحصدت أعمال العنف الناتجة من قضايا اهانة الدين منذ 1990 في باكستان 18 مسيحيا و 16 مسلما (من السنة والشيعة) واثنين من أتباع المذهب الأحمدي وهندوسيا، بحسب اللجنة الوطنية للعدل والسلم التي تجمع أساقفة باكستان الكاثوليك. وجميعهم قُتلوا في عمليات تصفية خارج إطار القضاء فيما لم ينفذ القضاء مرة عقوبة إعدام صادرة في هذا السياق.
ومن القضايا المعروفة على مستوى الإعلام قضية أيوب مسيح، وهو مسيحي، اُتهم بالكفر وحُكم عليه بالإعدام في عام 1998. اتهم أحد الجيران أيوب مسيح بأنه من كان يؤيد الكاتب سلمان رشدي، مؤلف كتاب آيات شيطانية. أيدت محاكم الاستئناف الإدانة. ومع ذلك، أتيت محاميه أمام المحكمة العليا في باكستان، أن جار مسيح المُتهم قد استخدم قانون التجديف من أجل إدانة عائلة مسيح والحضول على أراضيهم والسيطرة على ممتلكاتهم مستغلًا قانون التجديف. وقد تم الإفراج عن مسيح.
في 22 سبتمبر 2006، ألقي القبض على باكستاني مسيحي يدعى شهيد مسيح وسجن على خلفية مزاعم إهانة الإسلام تحت قانون التجديف. ويقيم حاليًا في السجن، وقد أعرب عن قلقه خشية الانتقام من قبل الأصوليين الإسلاميين.
في نوفمبر 2010 حكم على آسيا بيبي بالإعدام شنقا بتهمة «التجديف»، بعد لفظها لاسم النبي محمد، تعود وقائع هذه القضية إلى يوم من يونيو 2009، كانت آسيا بيبي تعمل فيه في الحقول مع مجموعة من النساء المسلمات، وحين استبد بها العطش مشت إلى البئر وسحبت كوبا من الماء لتروي به عطشها فاتهمتها امرأة مسلمة من قريتها «بتدنيس ماء البئر» كونها «امرأة مسيحية قذرة». فاضطرت آسيا إلى الدفاع عن نفسها وردت على جارتها بالقول «إنها لا تعتقد أن النبي محمد يوافق على رأيها» فاتهمت بأنها لفظت اسم النبي محمد وتعرضت لغضب سكان القرية بكاملهم. وقد أنكرت بيبي وهي أم لخمسة أطفال أهانتها لنبي الإسلام. وقُتل حاكم البنجاب سلمان تيسير، بيد حارسه الشخصي الإسلامي، ممتاز قدري، بعد تصريح الأول بأن قانون ازدراء الأديان الباكستاني المتشدد أُسيء استخدامه في قضية آسيا بيبي. وفي عام 2011 أُغتيل وزير شؤون الأقليات الباكستاني المسيحي، شاهباز بهاتي، على يد طالبان بعد اعتراضه على قانون ازدراء الأديان.
في أغسطس 2012، أُتهمت رمشة مسيح، وهي فتاة مسيحية، عمرها بين 11 أو 14 سنة، وأميّة من ذوي الإعاقة العقلية بالتجديف عن طريق حرق صفحات من كتاب يتضمن آيات قرآنية. وجاء هذا الإدعاء من رجل دين مسلم الذي بتيّن فيما بعد نفسه أنه ادّعى كذبًا على الفتاة لطرد المسيحيين من الحي. تم القبض على كل من الفتاة وأفرج عنها فيما بعد بعدما تبيّن عدم حرقها للقرآن، في وقت لاحق على أفرج أيضًا عن رجل الدين، بكفالة. و أصبحت رمشة مسيح، أول شخص غير مسلم ينال البراءة في قضية تجديف، وذلك بعد اكتشاف أن رجل دين مسلم محلي وراء الإتهام.
في مايو عام 2019 غادرت آسيا بيبي غادرت البلاد، بعد قرار المحكمة العليا إلغاء حُكم الإعدام في أكتوبر من عام 2019، وأثار احتجاجات عنيفة في أوساط متشددين دينيين ممن يؤيدون قوانين التجديف، بينما حثت طوائف اجتماعية أكثر تحرراً على إطلاق سراح آسيا بيبي. وفي قرار تبرئتها، قالت المحكمة العليا إن القضية بُنيت على أساس أدلة واهنة، وإن آسيا اعترفت أمام حشد «يهددها بالقتل».

### العنف والإضطهادات

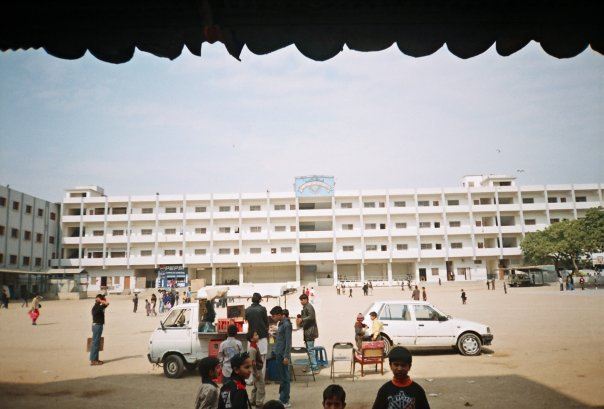
مدرسة سان بول الكاثوليكيَّة في كراتشي.

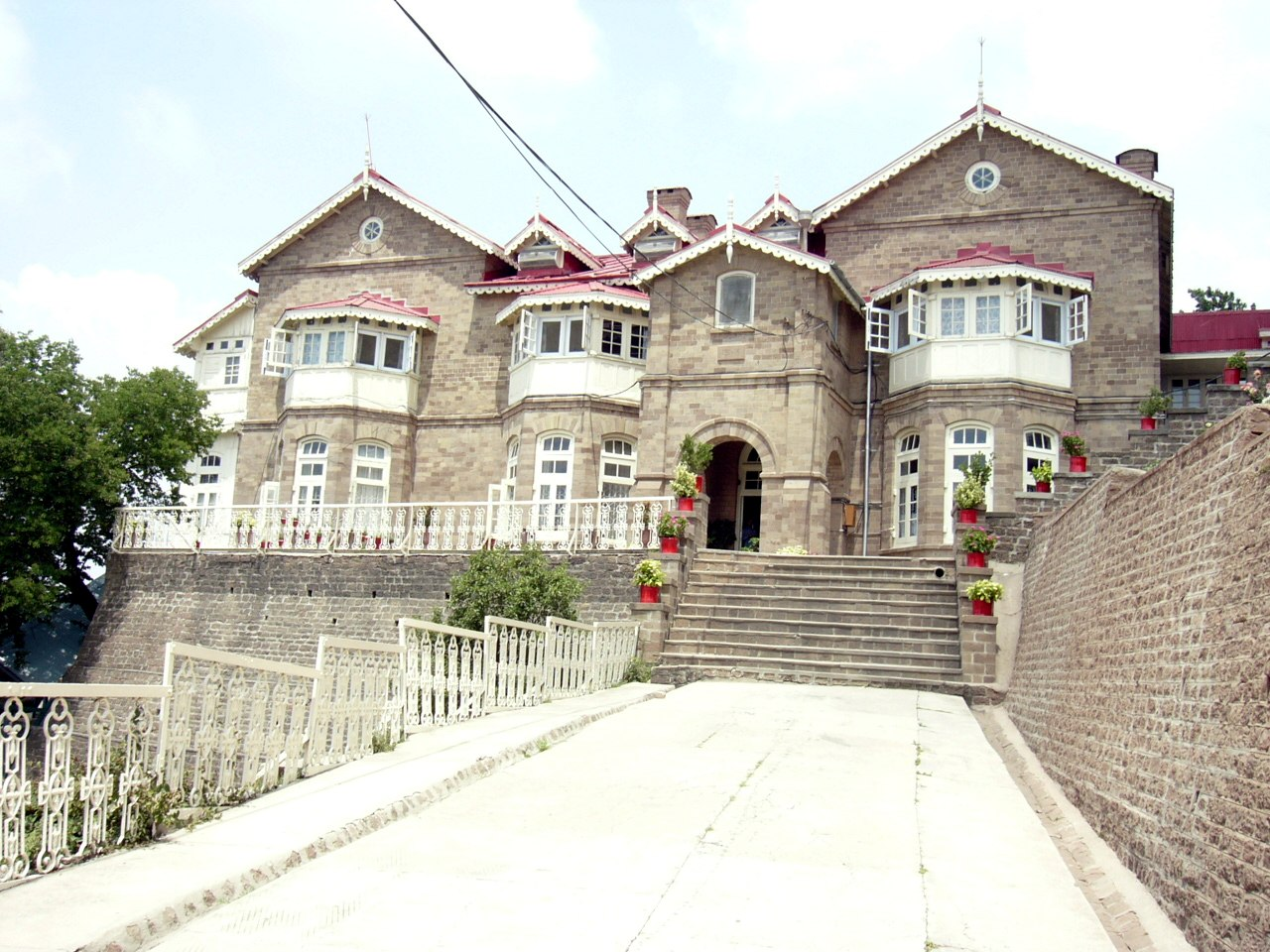
مدرسة دير يسوع ومريم الكاثوليكيَّة في مروى.

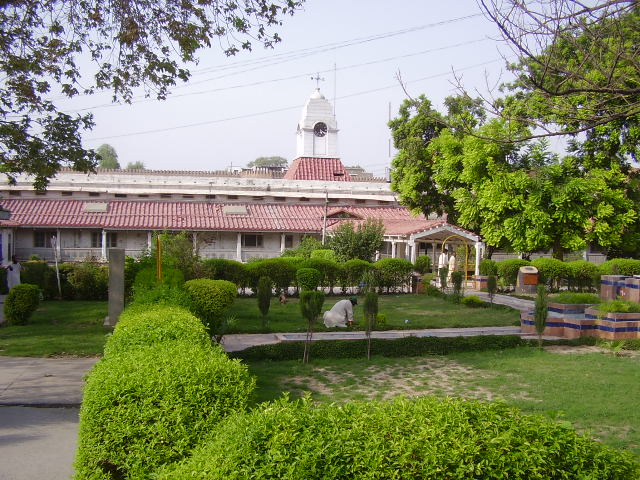
مستشفى ليدي ريدينغ في بشاور.

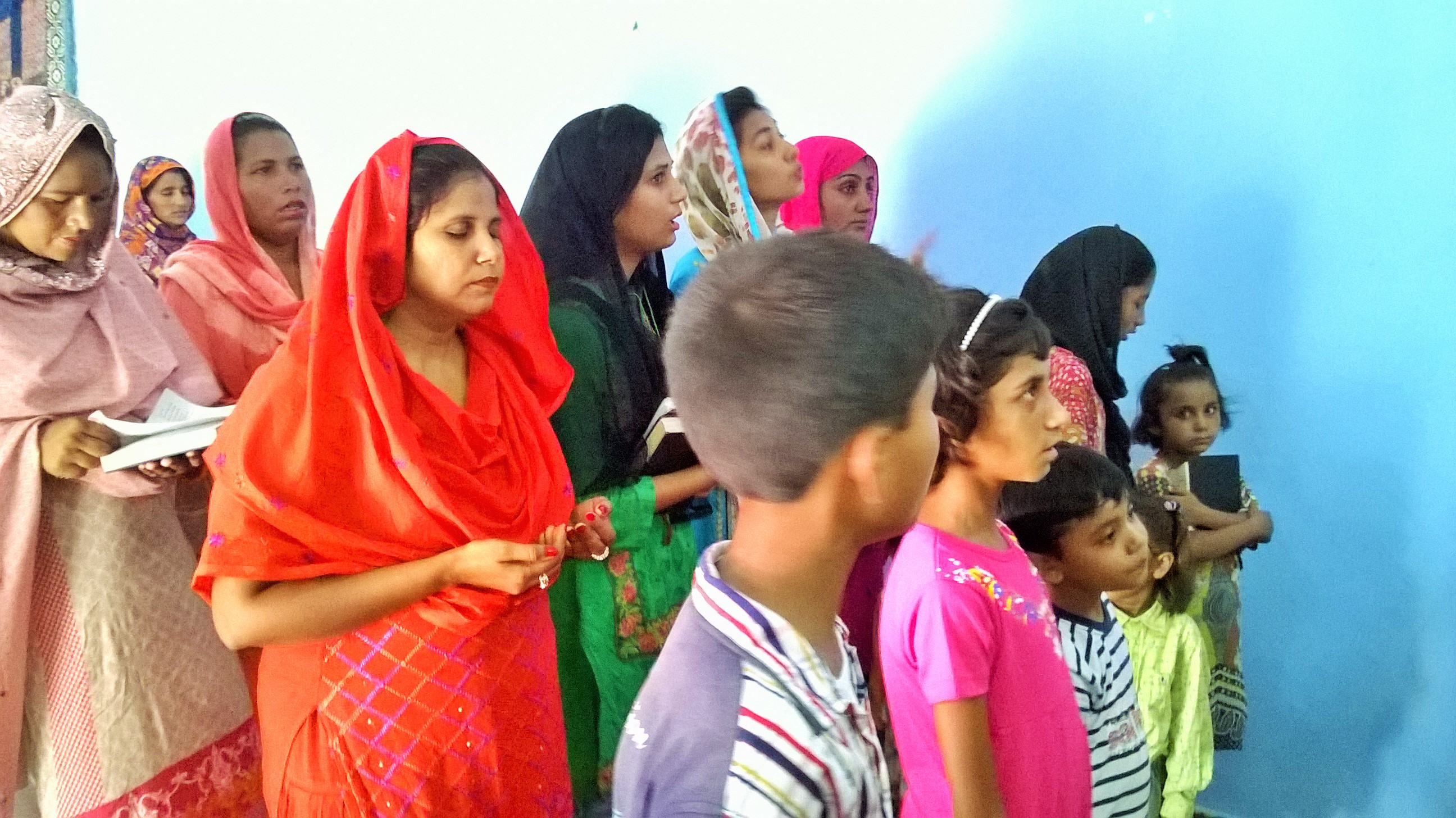
مسيحيين باكستانيين يؤدون الصلوات في كنيسة بروتستانتية.

بحسب ما ورد في العديد من التقارير المسيحيين في باكستان تتعرض لإبادة جماعية من قبل حركة طالبان الباكستانية. في 9 أغسطس من عام 2002 ألقى مسلحون قنابل يدوية مصلى تابع لمستشفى تاكسيلا المسيحي في شمال غرب إسلام آباد، مما أسفر عن مقتل أربعة، بينهم اثنان من الممرضين والمسعفين وإصابة 25 من الرجال والنساء.
يوم 25 سبتمبر عام 2002، قتل مسلحون مجهولون بالرصاص على خلفية دينية ستة مسيحيون وعاملون في المنظمة الخيرية المحبة المسيحية في كراتشي. ودخلوا المكاتب في الطابق الثالث من معهد السلام والعدل وأطلقوا النار على ضحاياهم في الرأس، وكان كل الضحايا من المسيحيين الباكستانيين. وقال قائد شرطة كراتشي طارق جميل أن الضحايا كانت أيديهم مقيدة وكانت قد غُطت أفواههم بشريط. وفي 25 ديسمبر من عام 2002 بعد أيام قليلة من دعوة رجل دين إسلامي لقتل المسيحيين، ألقى مسلحين قنبلة يدوية على الكنيسة المشيخية خلال إقامة الصلوات المسيحية في شرق في باكستان مما أسفر عن مقتل ثلاث فتيات.
في نوفمبر من عام 2005، هاجم 3,000 إسلامّي متشدّد المسيحيين في سانجلا هيل في باكستان وهوجمت الكنائس الرومانية الكاثوليكية، والكنائس التابعة لجيش الخلاص والكنائس المشيخية المتحدة. وكان الهجوم بسبب مزاعم لإهانة الإسلام من قبل المسيحي يوسف مسيح، وقد أُدينت الهجمات على نطاق واسع من قبل بعض الأحزاب السياسية في باكستان. ومع ذلك، عبّر المسيحيين الباكستانيين عن خيبة في أنهم لم يحصلوا على العدالة. شمشون ديلاوار، كاهن الرعية في سانجلا هيل، قال أنَّ الشرطة أفرجت عن الأشخاص الذين تم اعتقالهم لارتكاب اعتداءات، وأنّ الحكومة الباكستانية لم تبلغ المجتمع المسيحي أن هناك تحقيق قضائي جار من قبل قاض محلي. وتابع أن رجال الدين المسلمين قاموا بإلقاء الخطب البغيضة عن المسيحيين و «إهانة المسيحيين وإيمانهم».
في فبراير من عام 2006 تم استهداف الكنائس والمدارس المسيحية في احتجاجات على الرسوم الساخرة للنبي محمد في صحيفة يولاندس بوستن في الدنمارك، ودمّرت العديد من المنازل والممتلكات التابعة للمسيحيين، وتم إيقاف بعض الغوغاء من قبل الشرطة. وفي يوم 5 يونيو من عام 2006، تعرض رجل مسيحي يدعى أشرف ناصر بالضرب بالسلاسل، حيث كان يعمل بالقرب من لاهور، وحصل الحادث عندما كان يشرب الماء من مرفق عام باستخدام الزجاج. تعرضه للاعتداء كان من قبل بعض الأصوليين بسبب كونه كافرًا بالنسبة لهم وقد دعوه «بالكلب المسيحي»، قام المارة بتشجيع الأصوليين بضربه. وفي أغسطس من عام 2006، هوجمت كنيسة ومنازل المسيحيين في قرية خارج لاهور، في نزاع على أرض. وأصيب ثلاثة مسيحيين في حالة خطرة في حين قُتل مسيحي آخر، وأحرق المتشديين 35 مبنى وتم تدنيس الكتاب المقدس.
في يوليو من عام 2008، اقتحم غوغاء كنيسة بروتستانتية خلال صلاة على مشارف أكبر مدينة في باكستان، كراتشي، ووصفوا المسيحيين «بالكفار» وقاموا بالاعتداء على المصليين والقس.
في عام 2009 حصلت سلسلة أعمال شغب في غوجرا أعقبها مذابح عنيفة ضد الأقليات المسيحية. وفي يونيو 2009، أفادت المنظمة المسيحية الدولية قلقها حول حادثة اغتصاب وقتل رجل مسيحي في باكستان، لرفضه اعتناق الإسلام.
في مارس 2011، قتل الوزير المسيحي شهباز بهاتي على يد مسلحين إسلاميين بعد أن تحدث علنًا ضد قوانين التجديف في باكستان. مما أثار انتقادات من وزير الخارجية البريطاني وليام هيج. وطلبت الكنيسة الكاثوليكية في باكستان من البابا بنديكت السادس عشر إعلان شهباز بهاتي شهيد. وأصيب ما لا يقل عن 20 شخصا من بينهم مسؤولون في الشرطة، بعدما هاجم 500 متظاهر إسلامي على الطائفة المسيحية في مدينة جوجرانوالا في 29 أبريل من عام 2011. وخلال مؤتمر صحفي في كراتشي، أكبر مدينة في باكستان، في 30 مايو عام 2011، قام مولانا عبد الرؤوف فاروقي ورجال دين مسلمين آخرين، بحظر الكتاب المقدس. وقال مولانا فاروقي، «لدينا محامون يستعدون لطلب من المحكمة لحظر الكتاب.»
في 23 سبتمبر من عام 2012 قامت مجموعة من المحتجين المسلمين في ماردان، في الاحتجاج على فيلم براءة المسلمين، وقاموا بإضرام النار في كنيسة ومدرسة سانت بول ومكتبة ومختبر حاسوب مسيحي ومنازل أربعة لرجال دين مسيحيين، بما في ذلك منزل المطران مجيد بطرس، وتعرض تشاند زيشان ابن قس مسيحي للاعتداء. وفي 12 أكتوبر عام 2012، ذهب ريان ستانتون، وهو صبي مسيحي من 16 إلى الاختباء بعد اتهامه بالكفر وبعد أن نهبوا منزله من قبل متشديدن إسلاميين. قال ريان ستانتون أن اتهامه بالكفر كان لرفض الضغوط على اعتناق الإسلام. وفي 9 مارس عام 2013 قام أكثر من ثلاثة آلاف من المسلمين الغاضبين بالهجوم السبت على حي «جوزف كولوني» المسيحي في لاهور، كبرى مدن شرق باكستان ودمروا بعض منازله على أثر اتهام مسيحي بقول عبارات مسيئة للنبي محمد.
في مارس عام 2013 هاجم المسلمون حيًا مسيحيًا في لاهور، حيث تم إحراق أكثر من 100 منزل بعد أن زُعم أنّ مسيحي قد أدلى بتصريحات تجديفية. وفي 22 سبتمبر من عام 2013 قُتل 75 مسيحيًا في هجوم انتحاري على كنيسة جميع القديسين التاريخية في الحي القديم بالعاصمة الإقليمية بيشاور.
في 14 فبراير من عام 2014 اقتحم المسلمون مبنى تابع للكنيسة وهاجموا ممتلكات المدرسة في ملتان. وكان يقودهم أنور خوشي، وهو رجل عصابات أبرم اتفاقًا مع المتحدث باسم السكان المحليين. واستولوا على ممتلكات الكنيسة وقاموا بتهجير السكان المسيحيين وحرموهم من البناء. وفي 15 مارس من عام 2015 وقع انفجاران في الكنيسة الرومانية الكاثوليكية وكنيسة المسيح خلال خدمة الأحد في مدينة يوهاناباد في لاهور. وقُتل ما لا يقل عن 15 شخصًا وأصيب سبعون في الهجمات.

### الهجرة
نتيجة للإضطهاد والتمييز المستمر في باكستان حيث فرّ العديد من المسيحيون من باكستان، خاصة رداً على تطبيق قوانين التجديف الإسلامية، تشهد البلاد هجرة مسيحية واسعة النطاق خصوصاً من إقليم البنجاب الباكستاني، ونتيجة لذلك يوجد عدد كبير من المسيحيين البنجابيين في الشتات اليوم. توجد مجتمعات مسيحية من أصول بنجابية باكستانية مهمة في كندا (خاصةً تورنتو)، والولايات المتحدة (خاصةً فيلادلفيا)، والشرق الأوسط، والمملكة المتحدة، بالإضافة إلى أجزاء أخرى من أوروبا وأستراليا. في المملكة المتحدة، يتركز المسيحيون البنجابيون في مدينة لندن وبدفورد وبرمنغهام وكوفنتري وأكسفورد وولفرهامبتون وغيرها. وفقاً لتعداد السكان البريطاني عام 2011 تقدر أعداد المسيحيين من أصول باكستانية في إنجلترا وويلز بحوالي 17,000 نسمة. كان دوليب سينغ أحد أبرز مسيحيي البنجاب الأوائل في المملكة المتحدة، والذي وصل لأول مرة إلى البلاد عام 1854، وكان الأمير السيخي الذي اختطفه البريطانيون في سن مبكرة وتحول إلى المسيحية. وترك المسيحية في سن متأخرة وعاد إلى معتقداته الهندية. يتعبد المسيحيون الباكستانيون في الولايات المتحدة، مثل المسيحيين الآسيويين، في الكنائس في جميع أنحاء البلاد ويشاركون في الحياة الدينية للثقافة المسيحية السائدة في أمريكا.
بسبب الإضطهادات والتمييز الذي يتعرض له المسيحيين في البلاد هاجر عدد من المسيحيين الأكثر ثراء إلى كندا وأستراليا. بعض الذين سعوا لإعادة التوطين في الغرب استخدموا تايلاند وسريلانكا وماليزيا كوجهات أولى، حيث قدموا طلبًا إلى المفوضية السامية للأمم المتحدة لشؤون اللاجئين. كانت هناك مخاوف من الهجرة غير النظامية بين المجتمع المسيحي الباكستاني، إلى أماكن مثل الصين. تشمل الدوافع الأساسية للهجرة الأسباب الاقتصادية، والتعليم العالي، والرغبة في الانضمام إلى الأقارب المستقرين بالفعل في الخارج، والتدريب اللاهوتي، أو الهروب من التمييز / الاضطهاد الديني.

## المسيحية حسب المنطقة
| المحافظة                                  | المسيحيون (في عام 1998) | المسيحيون (في عام 1998) |
| ----------------------------------------- | ----------------------- | ----------------------- |
| خيبر بختونخوا                             | 0.21%                   | 36,668                  |
| المناطق القبلية الخاضعة للإدارة الاتحادية | 0.07%                   | 2,306                   |
| البنجاب                                   | 2.31%                   | 1,699,843               |
| إقليم السند                               | 0.97%                   | 294,885                 |
| بلوشستان                                  | 0.4%                    | 312,000                 |
| ناحية بايتختي اسلام‌آباد                   | 4.07%                   | 32,738                  |

### آزاد كشمير
هناك ما يقرب من 5,000 مسيحي بنجابي في آزاد كشمير، ويعيشون في مقاطعات بهيمبر، وميربور، ومظفر آباد، وكوتلي، وبونش وباغ. وتعود جذورهم في الغالب إلى راولبندي وسيالكوت. ويشكل المسيحيين البنجابيين الأغلبية العظمى من مسيحيي آزاد كشمير.

### إقليم البنجاب

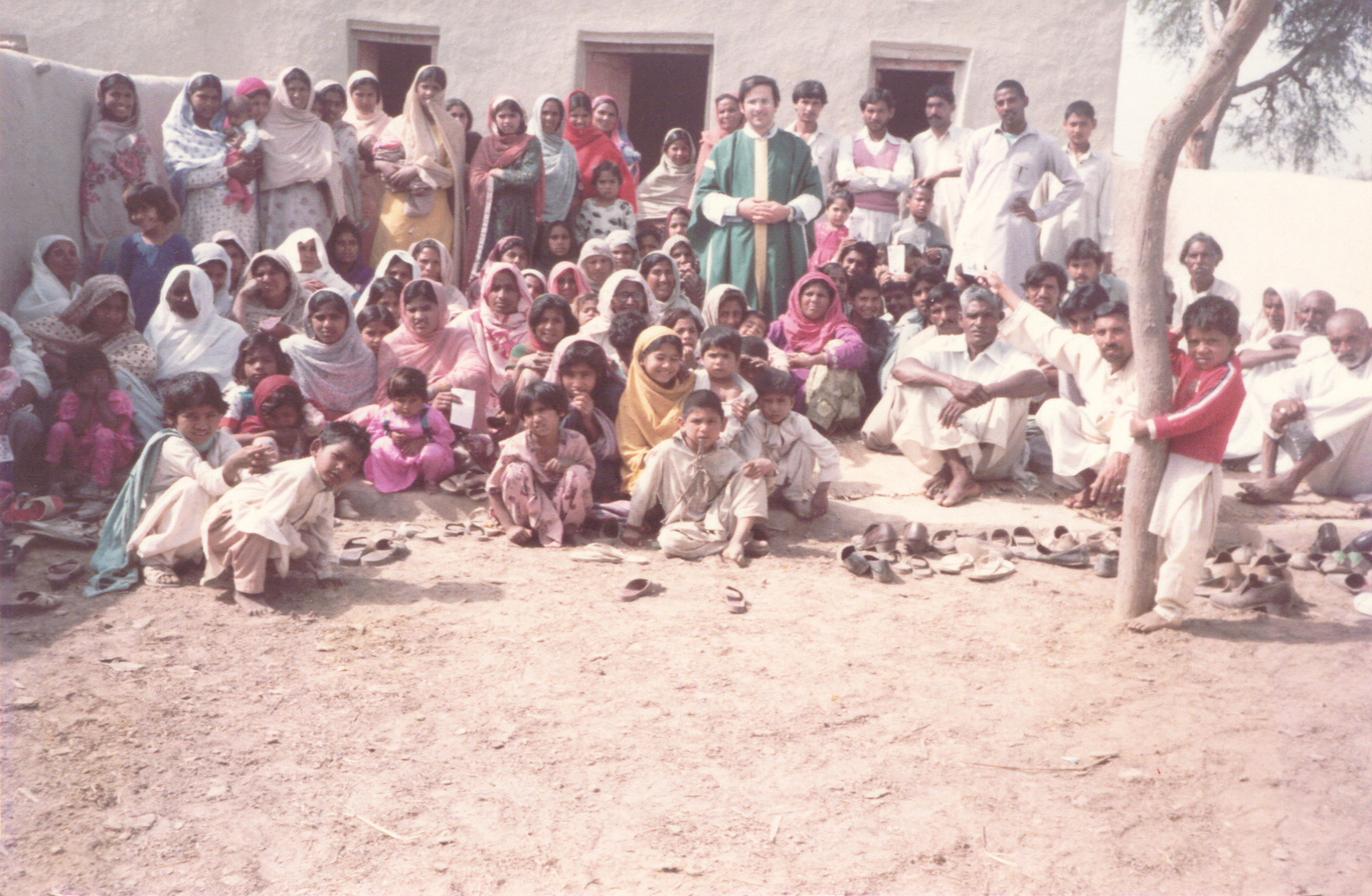
مجموعة من القرويين البنجابيين المسيحيين في عام 2006.

يعيش معظم مسيحيي باكستان في إقليم البنجاب، ويُشكلون بحسب التعداد السكان فإنَّ حوالي 2.3% من مجمل السكان في حين أنَّ الغالبية العظمى من سكان الإقليم هم من المسلمون. ويُشكل المسيحيين البنجابيين ثاني أكبر مجتمع ديني في الإقليم بعد المسلمين البنجابيين، في عام 1998 كان إجمالي عدد المسيحيين البنجابيين في باكستان يصل إلى حوالي 1.6 مليون نسمة، وكان نصفهم تقريباً من أتباع الكنيسة الرومانية الكاثوليكية والنصف الآخر من اتباع الكنائس البروتستانتية. وبحسب التعداد السكاني لعام 1998 عاش حوالي 946,711 من المسيحيين في البنجاب في المناطق الريفيَّة، في حين عاش 753,132 شخص في المناطق الحضريَّة. وينحدر الكثير من المسيحيين البنجابيين الحاليين من المتحولين إلى المسيحية خلال الحكم البريطاني. في البداية، كانت التحولات إلى المسيحية قادمة من «المجتمعات العليا في البنجاب، ومن العائلات المتميزة والمرموقة»، بما في ذلك العائلات الهندوسية والسيخية «من الطبقة العليا»، وكذلك الأسر المسلمة التي تحولت إلى المسيحية لاحقاً. وكانت الغالبية العظمى من المتحولين من مجتمعات السِّيخُ في البنجاب، وبدرجة أقل من الشوراس الهندوس؛ وذلك تحت تأثير ضباط الجيش البريطاني المتحمسين والمبشرين المسيحيين. مع ذلك، يعود أصول العديد من المسيحيين البنجابيين الحاليين الأخرين إلى الشوراس؛ حيث تحول الشوراس إلى حد كبير إلى المسيحية في شمال الهند خلال الحكم البريطاني. وبالتالي، منذ الاستقلال أصبح المسيحيين البنجابيين مُنقسمين بين البنجاب الباكستاني والبنجاب الهندي. ومن الكنائس الموجودة في مدينة لاهور كاتدرائية القيامة، وكاتدرائية القلب المقدس، وكنيسة القديس أندرو، وكنيسة القديس أنتوني، وكنيسة القديس يوسف. وإعتباراً من عام 1981 ضمت مدينة لاهور على أكبر عدد من السكان المسيحيين في باكستان، وبلغ عددهم آنذاك أكثر من 200,000 نسمة. تضم كل من فيصل آباد وسيالكوت وشيخوبورا على مجتمعات مسيحيَّة كبيرة نسبياً بالمقارنة مع أي مدينة أخرى في البنجاب. ويُعاني المسيحيين في الإقليم من الإضطهاد الديني، كما وتعاني الأقليات الدينية الأخرى مثل الجماعة الأحمدية والهندوس من الإضطهاد والتمييز الديني في باكستان.
ينتمي العديد من المسيحيين في ريف البنجاب إلى طائفة الداليت المسيحية أو الشوراس تحديداً، والتي تحول أسلافها من الهندوسية إلى المسيحية خلال الحقبة الاستعمارية هربًا من نظام الطبقات الهندوسي التمييزي، حيث أُعتبروا لدى الهندوس من المنبوذين وكان من الحظر المساس بهم. وفقًا لصحيفة داون الباكستانيَّة، كانت المجتمعات المسيحية الباكستانية الأكثر ثراءً تتكون من الأنجلو-الهنود والكاثوليك الغوان، والذين عاشوا في وقت الاستقلال في المدن الكبرى، وكانوا يتقنون اللغة الإنجليزية، وحافظوا على سلوكيات ثقافية بريطانية تربط بالطبقة العليا، وذلك على عكس المسيحيين الداليت (الشوراس) والذين كانوا في أسفل سلم الطبقات الاجتماعية والاقتصادية في باكستان؛ وكانوا في الغالب من العمال غير المهرة والفلاحين، ولم يكن لديهم أرضاً، ولم يتلقوا تعليمًا عاليًا أو ثريًا، وكانوا يعيشون في قرى وسط البنجاب. وعلى الرغم من اعتناق الشوراس للمسيحيَّة، إلا أنهم ما زالوا يواجهون التمييز على مستوى ما بسبب طبقتهم ولون بشرتهم ووضعهم الاقتصادي ودينهم. ويذكر بيتر سي فان أن هذه الطبقة تٌشكل حالياً الغالبية العظمى من المسيحيين الباكستانيين. لا تزال هناك العديد من القرى والمستوطنات ذات الأغلبية المسيحية في جميع أنحاء البنجاب الباكستانية، مثل كلاركاباد ومارتينبور. يواجه المسيحيون الذين ينتمون إلى الطبقات ذات الدخل المنخفض في المجتمع الباكستاني عددًا من القضايا الاجتماعية والاقتصادية، مثل الإضطهاد الديني والعمل بالسخرة. وبسبب فقرهم، يضطر الكثير منهم للعمل في وظائف كعمال النظافة. في البنجاب وحدها، يُقدر أن 80% من جميع عمال الصرف الصحي ينتمون إلى المجتمع المسيحي. ونتيجة للتمدّن والهجرة المدفوعة بالتوظيف إلى المدن الكبرى وفرص التعليم الأكبر، تمكن عدد متزايد من المسيحيين البنجابيين من الحصول على تعليم جامعي واكتساب مناصب محترمة اجتماعيًا في الآونة الأخيرة.

### إقليم السند

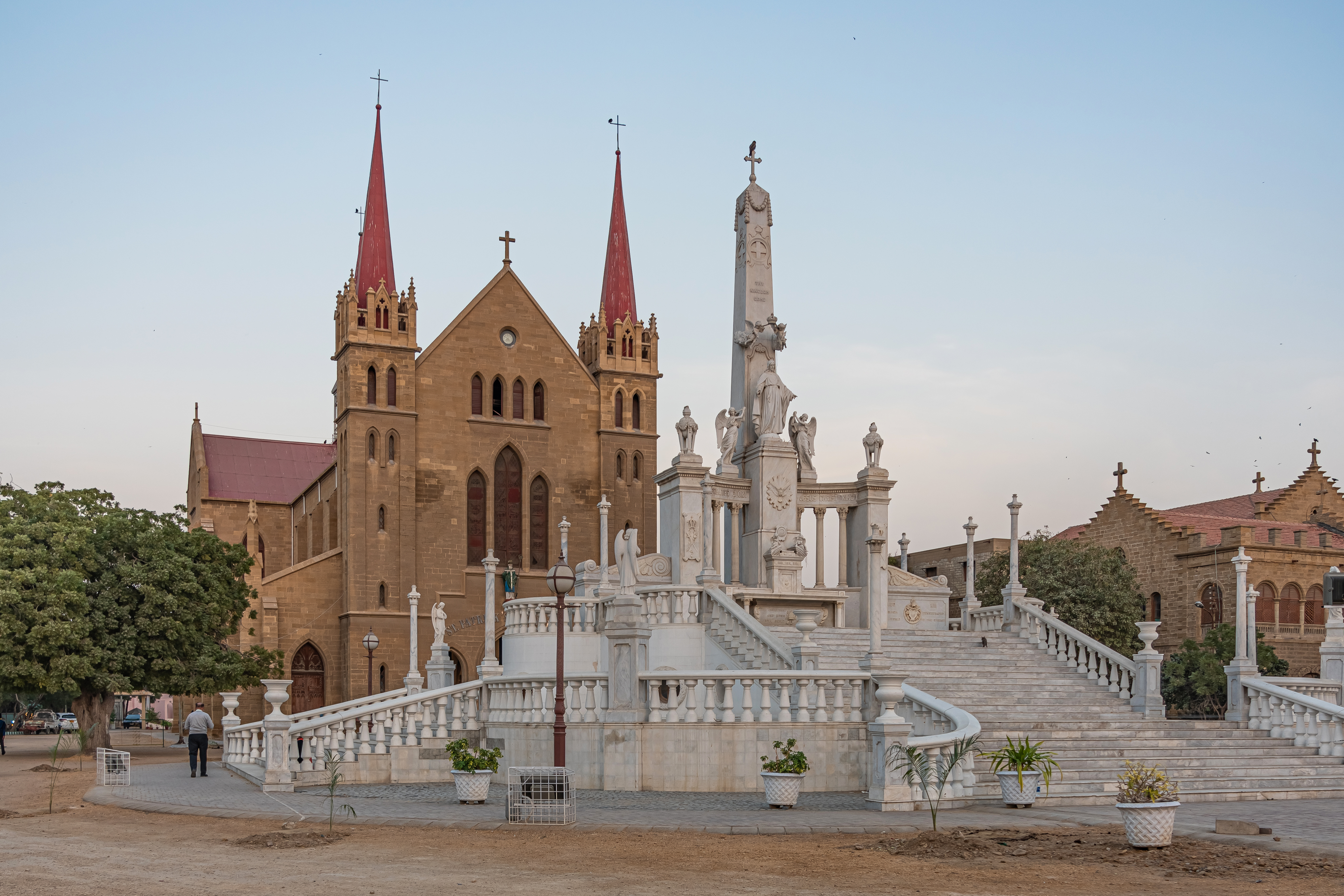
كاتدرائية سان باتريك الكاثوليكيَّة في كراتشي.

بحسب تقديرات عام 2017 كانت المسيحية ثالث أكثر الديانات إنتشاراً في إقليم السند مع حوالي 0.97% من السكان، وبحسب التعداد السكاني لعام 1998 عاش حوالي 273,213 من المسيحيين في إقليم السند في المناطق الحضريَّة، في حين عاش 21,672 شخص في المناطق الريفيَّة. وكان هناك مسيحيون بنجابيون قد استقروا لعدة عقود في الإقليم. ويشمل المجتمع المسيحي السنديّ المزارعين وملاك الأراضي والعمال الزراعيين وغيرهم من العمال المشاركين في أعمال ذوي الياقات الزرقاء في الريف السندي، ويضم الإقليم على عدد من القرى الكاثوليكية الموجودة في ضواحي حيدر أباد ونوابشة وسانغار وميربور خاس. وتعد مدينة كراتشي موطنًا لأكبر عدد من السكان المسيحيين البنجابيين في الإقليم، حيث يعيش أكثر من 20,000 مسيحي بنجابي في حي عيسى ناجري وحده. هناك طائفة من الرومان الكاثوليك ميسورة الحال تتمتع بتعليم جيد في كراتشي مكوّنة من المهاجرين التاميل والغوان، وقد وصلوا كراتشي عند تطوير البنية التحتية في المدينة من قبل البريطانيين خلال الفترة الاستعمارية بين الحرب العالمية الأولى والحرب العالمية الثانية. وفي الوقت نفسه هناك عدد قليل من الجماعات البروتستانتية التي تقوم بالاضطلاع بمهام تبشيريّة في باكستان ولها مقار عديدة ولها مدارس في كراتشي، رغم أن معظم أعضائها هناك هاجر خارج البلاد بسبب القيود ضدهم.
قبل الاستقلال في عام 1947 شكلّ المسيحيين من السكان المحليين والبريطانيين حوالي 10% من سكان المدينة، لكن أدّى تأسيس دولة باكستان إلى هجرة واسعة النطاق للمسيحيين من المدينة. تشير التقديرات إلى أنه في العقود الأخيرة يشكل المسيحيين حوالي 2.7% من سكان مدينة كراتشي، ويتكون المجتمع المسيحي في المدينة في المقام الأول من المسيحيين البنجابيين، والذين تحولوا من الديانة السيخية إلى المسيحية خلال الراج البريطاني. يوجد في مدينة كراتشي مجتمع من الكاثوليك الغوان والذين هم عادةً أفضل تعليماً وأكثر ثراءاً بالمقارنة مع باقي الجماعات الدينية الأخرى في المدينة. وقد قاموا بتأسيس بعض الأحياء السكنية الفاخرة مثل مدينة سينسيناتوس. ويعود تاريخ وجود مجتمع غوان الكاثوليكي إلى عام 1820 ويقدر أعدادهم حالياً بما يتراوح بين 12,000 إلى 15,000 شخص. وتملك المؤسسات المسيحية شبكة واسعة من المدراس المسيحيَّة. يعتبر المهاجير المُسلم المجتمع الأكثر علمانية في المدينة، بينما تعتبر الأقليات الأخرى مثل المسيحيين والهندوس أنفسها بشكل متزايد جزءًا من مجتمع المهاجير.

### العاصمة الاتحادية إسلام آباد
وفقاً لتعداد السكان عام 1998 يشكل المسيحيين حوالي 4.0% من سكان العاصمة الاتحادية إسلام آباد، وهي أعلى نسبة في البلاد. يسكن المجتمع المسيحي البنجابي بأعداد كبيرة في فرانسيس كولوني، وهي منطقة سكنية معترف بها قانونًا تقع في القطاع السابع. ويعيش آخرون في أحياء فقيرة تقع على أرض مملوكة للحكومة.

### المناطق القبلية الخاضعة للإدارة الاتحادية

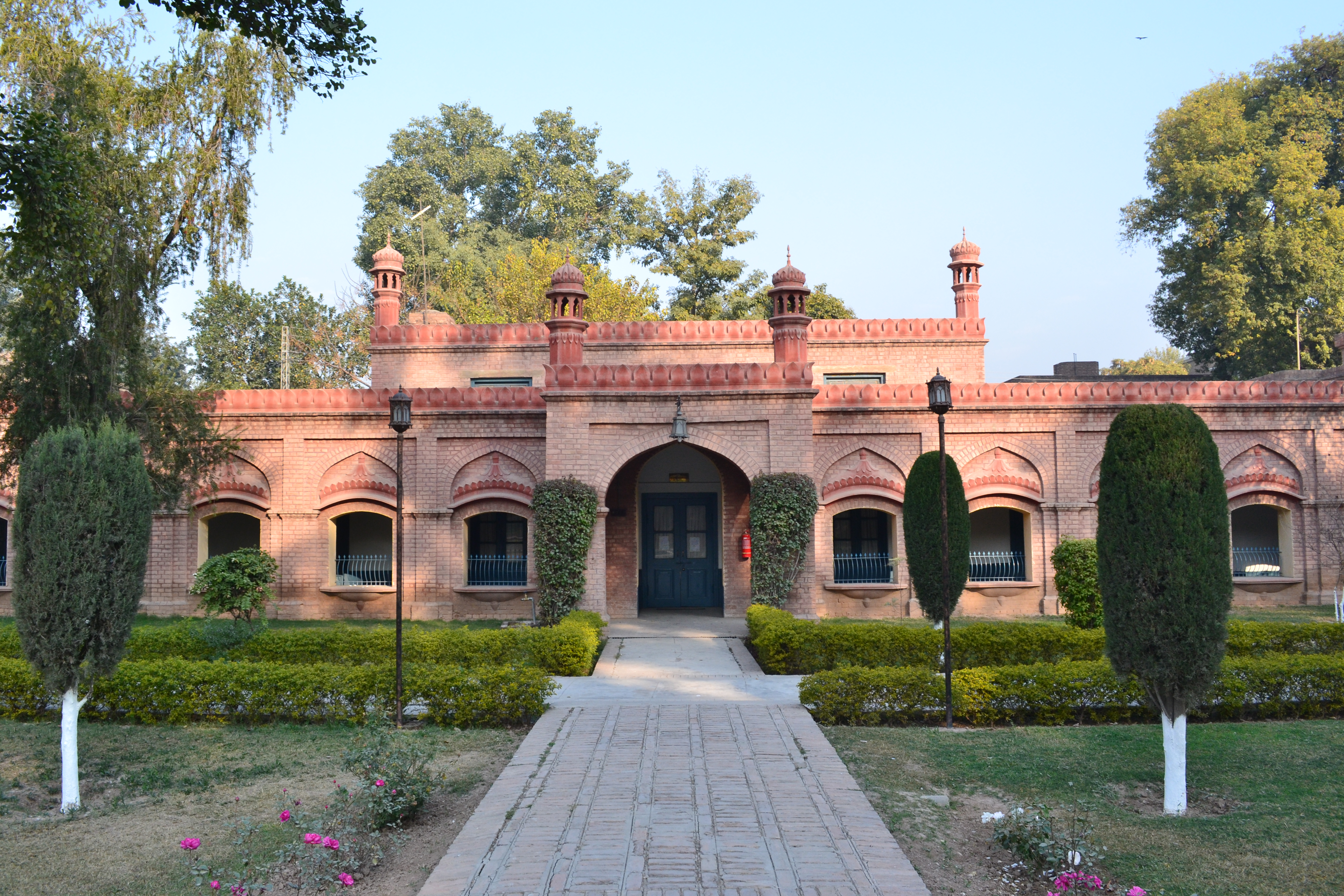
كلية إدواردز بيشاور؛ تأسست من قبل جمعية إرسالية الكنيسة الأنجليكانيَّة عام 1900.

كانت المناطق التي تشكل المناطق القبلية السابقة على طول الحدود الأفغانية موطنًا لآلاف المسيحيين منذ أوائل القرن العشرين؛ وفقًا لإحصاء عام 1998 كان هناك 20,000 مسيحي في المناطق القبلية الخاضعة للإدارة الاتحادية، منهم 1,500 مسيحي في جنوب وزيرستان، وحوالي 2,000 في شمال وزيرستان، وحوالي 500 في باجور، وحوالي 700 في مهمند، وحوالي 1,500 في منطقة خيبر، هاجر جميع أسلافهم من البنجاب. ويعملون في المقام الأول في التمريض والتدريس والتنظيف أو في الأعمال الكتابية.

### بلوشستان
تقدر أعداد المسيحيين البنجابيين في بلوشستان بين 80,000 إلى 100,000 نسمة. وبحسب التعداد السكاني لعام 1998 عاش معظم المسيحيين في بلوشستان في المناطق الحضريَّة. تُشير مصادر إلى وجود أقلية صغيرة من المسيحيين البلوش والذين تحولوا إلى المسيحية على يد المبشرين الغربيين خلال حقبة الراج البريطاني.

### خيبر بختونخوا
يتحدث معظم المسيحيين البالغ عددهم أكثر من 30,000 أو نحو ذلك في خيبر بختونخوا باللغة البنجابية، وكان لديهم أسلاف بنجابيين قد استقروا في هذه المنطقة، لكنهم أصبحوا تدريجيًا من البشتونيين بمرور الوقت بسبب الاستيعاب الثقافي. وتضم مدينة بيشاور على أكبر عدد من المسيحيين في الإقليم، وهناك بضع مئات من المسيحيين في مدينة سوات. وبحسب التعداد السكاني لعام 1998 عاش معظم المسيحيين في خيبر بختونخوا في المناطق الحضريَّة. وتضم خيبر بختونخوا على مجتمع صغير من البشتون المسيحيون.

### غلغت بلتستان
في غلغت بلتستان يوجد مجتمع من المسيحيون البنجابيون المتوزعين على جميع مقاطعات الإقليم العشر، ويشاركون في أعمال الحراسة في كل من القطاعين العام والخاص.

## الثقافة

### الثقافة المسيحية البنجابية

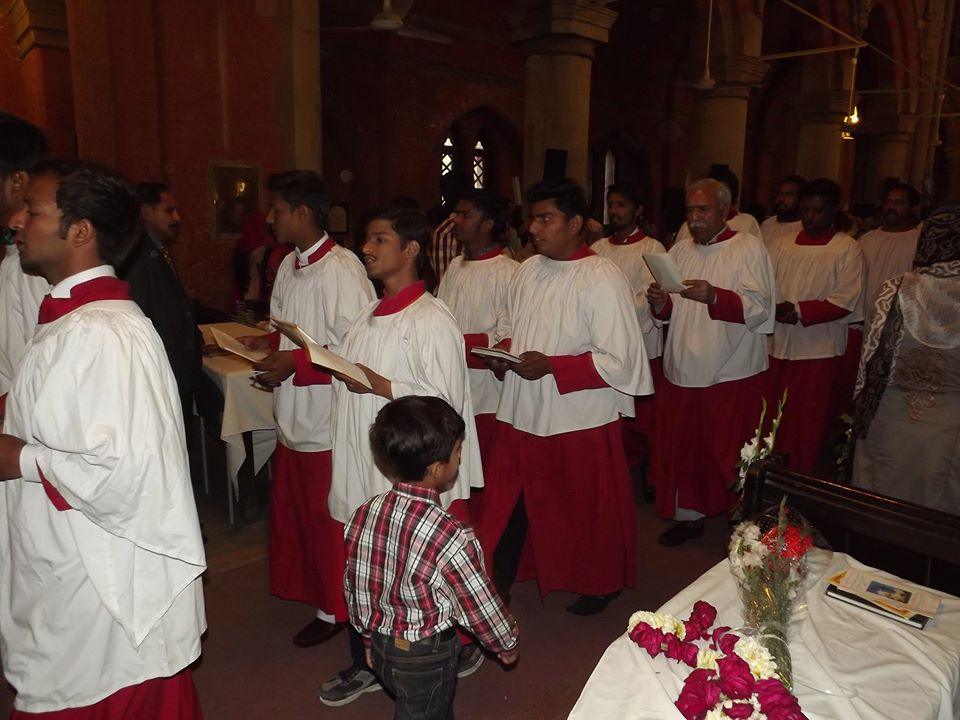
احتفالات عيد القيامة في كاتدرائية القيامة الأنجليكانية بلاهور.

وفقًا لسيلفا ج. راج، فإن الهوية المسيحية البنجابية والثقافة المسيحية البنجابية هي اندماج للإيمان المسيحي جنبًا إلى جنب مع التقارب العرقي لثقافة البنجاب، والتي تشمل اللغة البنجابية والمطبخ البنجابي والعادات والتقاليد المختلفة للبنجاب وطريقة حياة شعب البنجاب بشكل عام.
نتيجة للعيش بالقرب من البنجاب من الديانات الأخرى لأجيال، كان هناك تأثيرات ملحوظة عبر الثقافات؛ اللغة الأوردية على سبيل المثال، ويرجع ذلك جزئيًا إلى تطورها في ظلِّ الوجود الإسلامي في البنجاب وغير ذلك بسبب اعتمادها رسميًا من قبل الراج البريطاني في وقت لاحق، تظهر بشكل كبير في لاهوت وأدب مسيحيي البنجاب. تضمنت أقدم الكتب المسيحية التي نشرها المبشرون البريطانيون في البنجاب تلك المكتوبة باللغة الأوردو الرومانية.

### الثقافة المسيحية في السند
هناك طائفة من الرومان الكاثوليك ميسورة الحال تتمتع بتعليم جيد في كراتشي مكوّنة من المهاجرين التاميل والغوان، وقد وصلوا كراتشي عند تطوير البنية التحتية في المدينة من قبل البريطانيين خلال الفترة الاستعمارية بين الحرب العالمية الأولى والحرب العالمية الثانية. وفي الوقت نفسه هناك عدد قليل من الجماعات البروتستانتية التي تقوم بالاضطلاع بمهام تبشيريّة في باكستان ولها مقار عديدة ولها مدارس في كراتشي، رغم أن معظم أعضائها هناك هاجر خارج البلاد بسبب القيود ضدهم. يوجد في مدينة كراتشي مجتمع من الكاثوليك الغوان والذين هم عادةً أفضل تعليماً وأكثر ثراءاً بالمقارنة مع باقي الجماعات الدينية الأخرى في المدينة. وقد قاموا بتأسيس بعض الأحياء السكنية الفاخرة مثل مدينة سينسيناتوس. للغوان الكاثوليك ثقافة أكثر غربيّة، حيث تأثر الرقص والغناء والمطبخ الكاثوليكي الغواني بشكل كبير من قِبل البرتغاليين. الثقافة المعاصرة لمسيحيين غوا يمكن وصفها بأنها ثقافة ذات عناصر هندية برجوازية وعناصر كاثوليكية برتغالية. وتملك المؤسسات المسيحية شبكة واسعة من المدراس المسيحيَّة. يعتبر المهاجير المُسلم المجتمع الأكثر علمانية في المدينة، بينما تعتبر الأقليات الأخرى مثل المسيحيين والهندوس أنفسها بشكل متزايد جزءًا من مجتمع المهاجير.

## أعلام مسيحيو باكستان

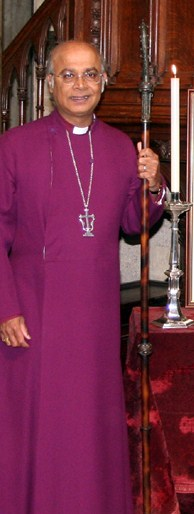
ميشل نظير علي، مطران أسقفية روشستر تحول من الإسلام الشيعي للبروتستانتية.
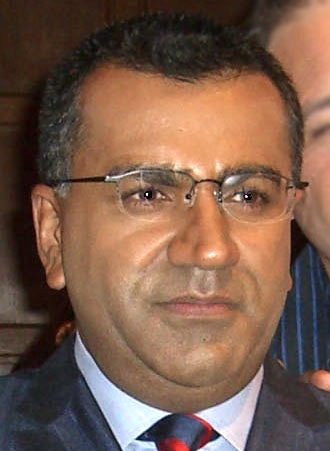
مارتن بشير، صحفي يعمل في قناة أن بي سي الاخبارية.
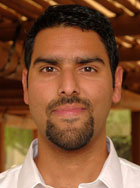
نبيل قريشي، كاتب وأكاديمي، تحول من الإسلام (الجماعة الأحمدية) إلى الديانة المسيحية.
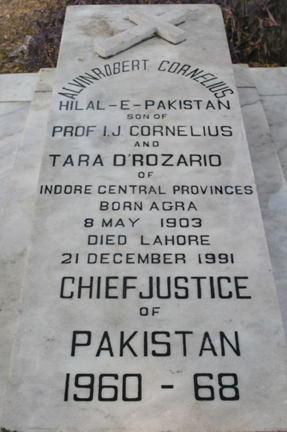
ايلون روبرت كارنيلس، الرئيس الرابع للمحكمة العليا في باكستان.

## مواقع خارجية
- Pakistan Christians demand help
- Open Doors USA's information about Pakistan
- World Watch List - Pakistan